# Magyarországi funerális építészet

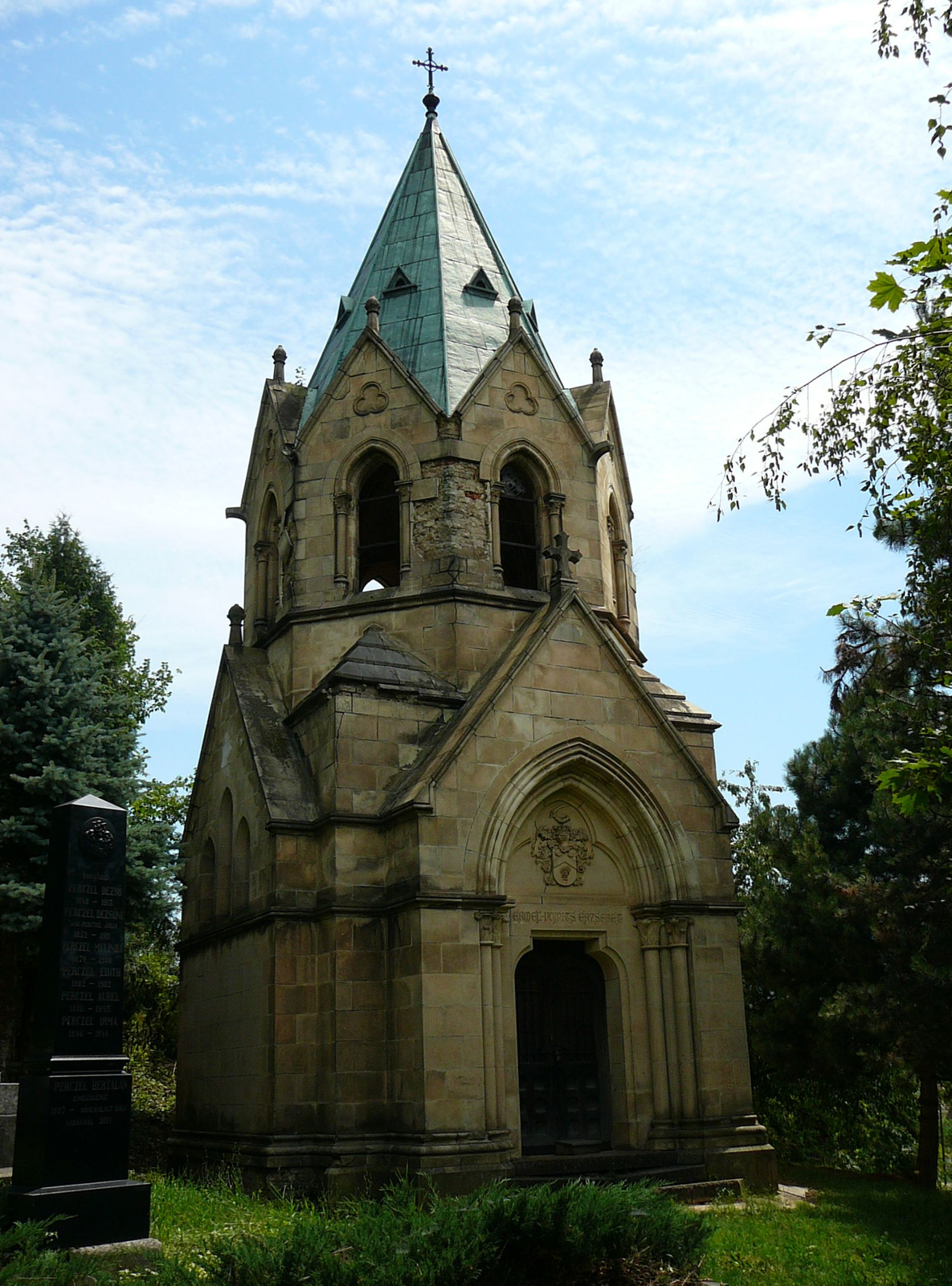
Ermel-Vojnits-mauzóleum, Bonyhád

Az alábbi oldal a magyarországi funerális építészet emlékeit mutatja be.

## Bevezetés
A magyarországi építészetnek egyik jelentős – habár olykor háttérbe szorult – ágát képezi a funerális vagy temetkezési építészet.
A legismertebb magyar funerális alkotások a főváros, Budapest területén állnak.
Ennek ellenére a vidéki városokban is sok temetkezési építészeti alkotás áll, és olykor falvakban, vagy a szabad természetben is akadni ilyenekre. A magyar (keresztény) falusi népi sírformákat ez a szócikk nem tárgyalja, mert azok nem annyira az építészet, hanem a kő- és faszobrászat, esetleg a vasművesség témakörébe tartoznak. Feltárásukat Kunt Ernő néprajztudós végezte el. A falusi temetőkről, és bennük a síremlékekről írt összefoglaló munkát Balassa Iván. Sok kisebb, művészi értékű síremlék akad a falusi zsidó temetőkben. Itt Ábrahám Vera, Erdélyi Lajos, és Wirth Péter könyveit lehet ajánlani. Ez a szócikk ezeket szintén nem mutatja be.
A magyarországi vidéki város temetőiben – Budapesthez hasonlóan – számos díszes síremlék épült az idők során. Ezek között vannak főuraknak, nemeseknek, egyéb nevezetes polgári személyeknek (költők, írók, tudósok, színészek stb.) készült síremlékek, amelyek gyakran a szobrászati részek mellett komolyabb építészeti kiképzéssel lettek kialakítva.
A városi / vidéki temetőkön kívül olykor a lakott településeken kívül is találni funerális építményeket. Ezek legtöbbször családi mauzóleumok vagy sírkápolnák.
A magyarországi, nemzeti szempontból kiemelkedő síremlékek felügyeletét a Nemzeti Örökség Intézete végzi el.

## Alkotók
Akárcsak a jól ismert, fővárosi síremlékek esetében, a vidéki Magyarország hasonló alkotásainál sem mindig beazonosíthatóak a tervezők. Amikor igen, gyakran a helyi életben alkotó személyekhez fűződik az építmény / épület tervezése. Emellett nemritkán országosan is ismert építészek neve bukkan fel egy-egy ilyen létesítménynél. Példák:
- Baumhorn Lipót (Schossberger-mauzóleum, Aszód;[8] Ciduk-Hagin-ház, Szeged)[9]
- Borsos József (Ravatalozó és krematórium, Debrecen)[10]
- Harmincz M. Mihály (Luppa-mauzóleum, Pomáz)[11]
- Ybl Miklós (Kazinczy Emlékcsarnok, Sátoraljaújhely)[12]

Az alábbiakban épülettípusonként történik áttekintés a magyarországi funerális emlékekről.

## Sírépítmények templomokban
Számos középkori eredetű, templomokban lévő sírépítmény semmisült meg az idők során. Deák Zoltán Magyar királyi és főrendi síremlékek című könyvében dolgozta fel ezeket.

## Kisebb sírépítmények temetőkben
A vidéki, városi síremlékek sírépítmények között számos nagyobb méretű (de fedett mauzóleumnak nem minősülőt) lehet találni. Akárcsak a fővárosi temetőkben, itt is gyakran szobrászok munkái díszítik a sírépítményeket. Egy nagyobb fényképes válogatást Tóth Vilmos készített Győr-Moson-Sopron vármegyében található művészibb sírokról. A régebbi síremlékek felirata nemritkán német nyelvű.

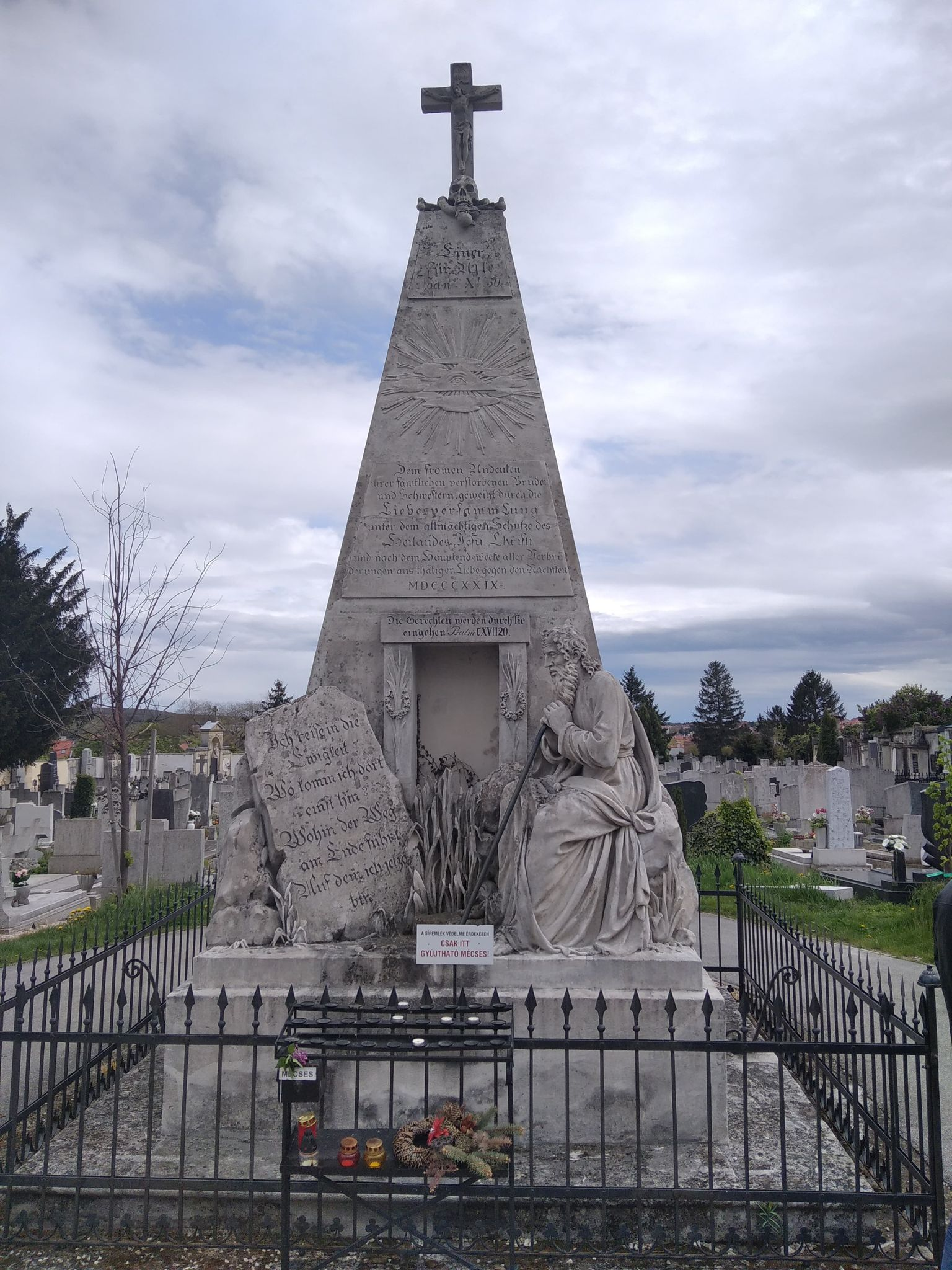
Sopron
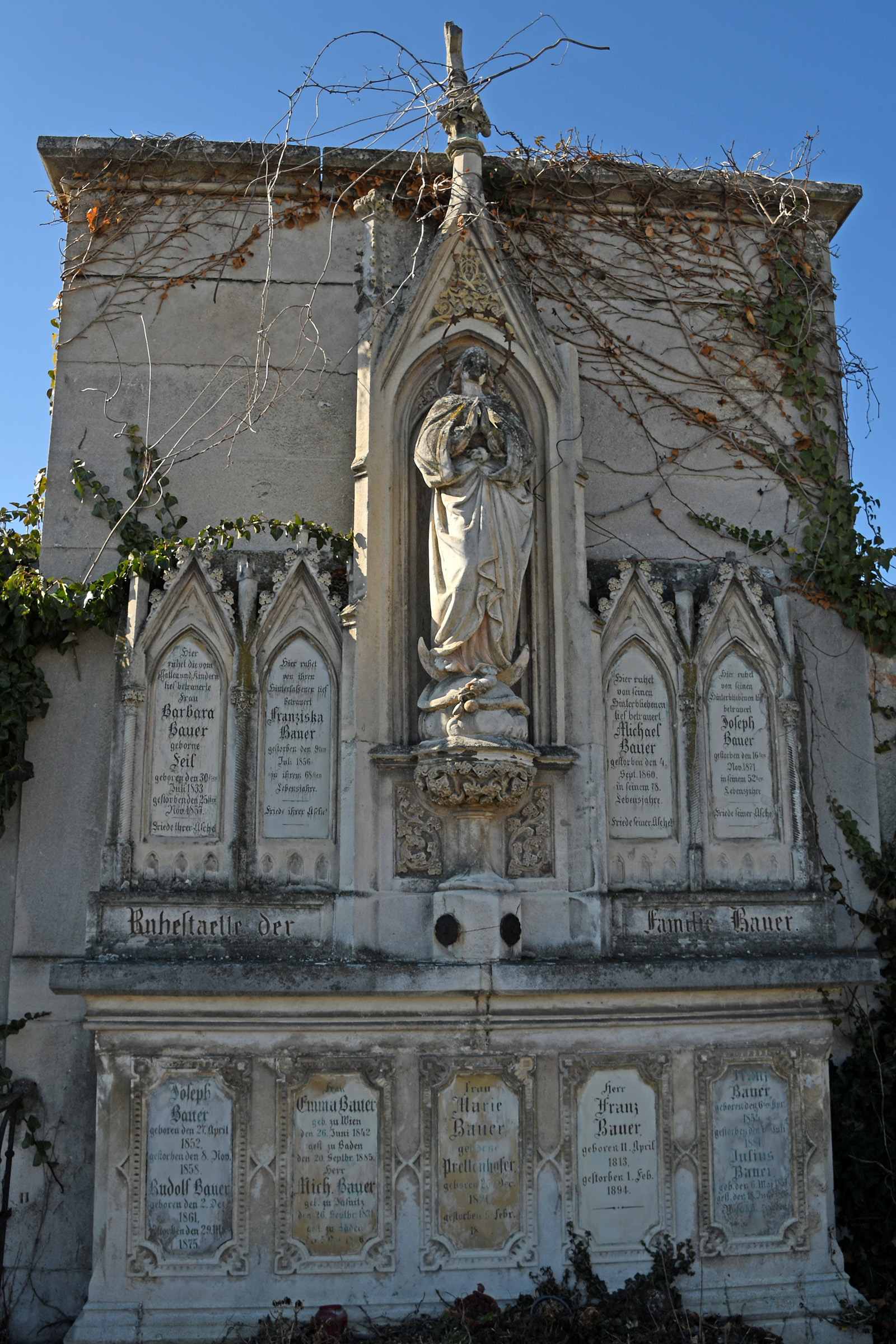
Bauer-család, Sopron
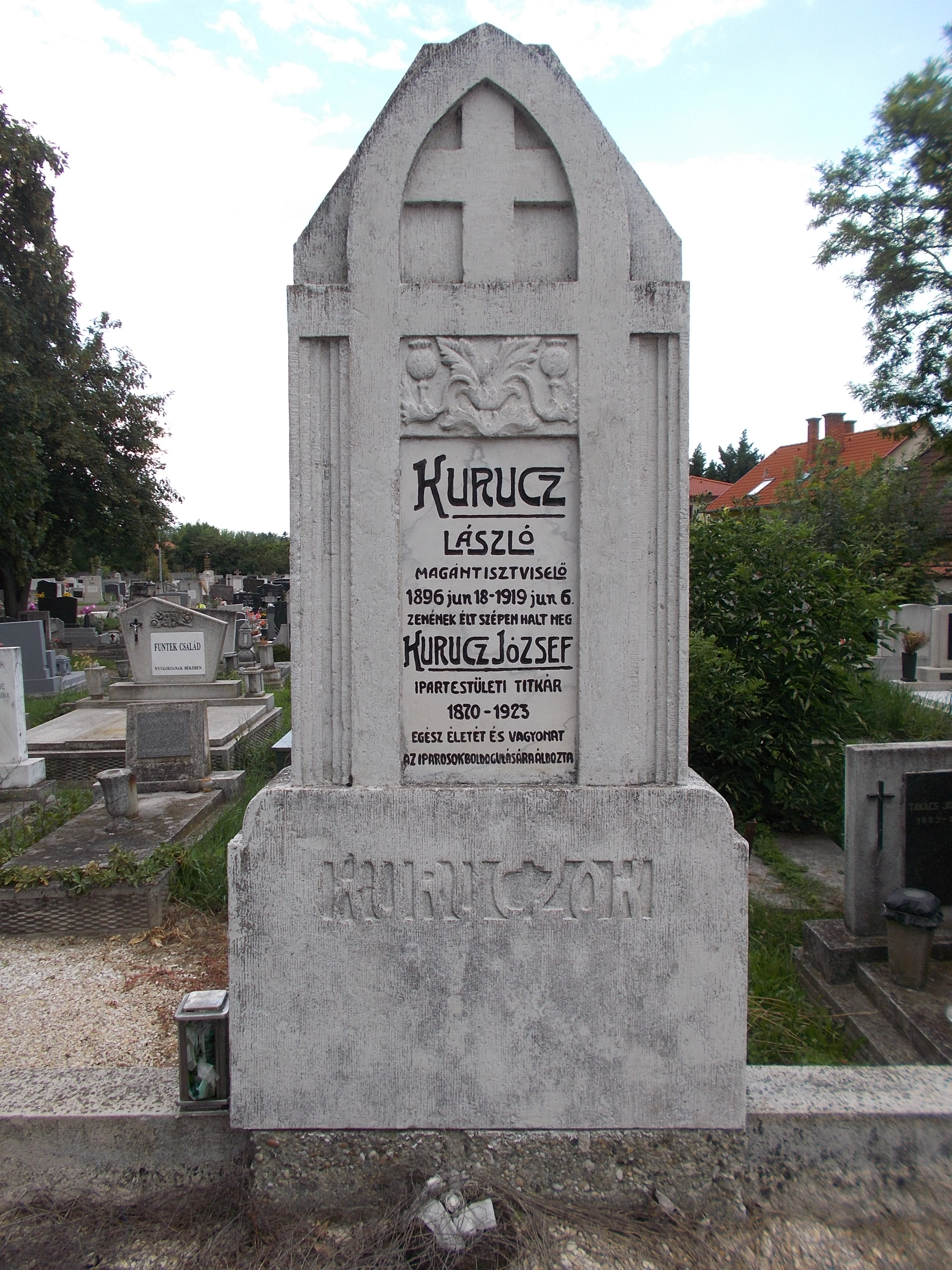
Kurucz-család, Győr
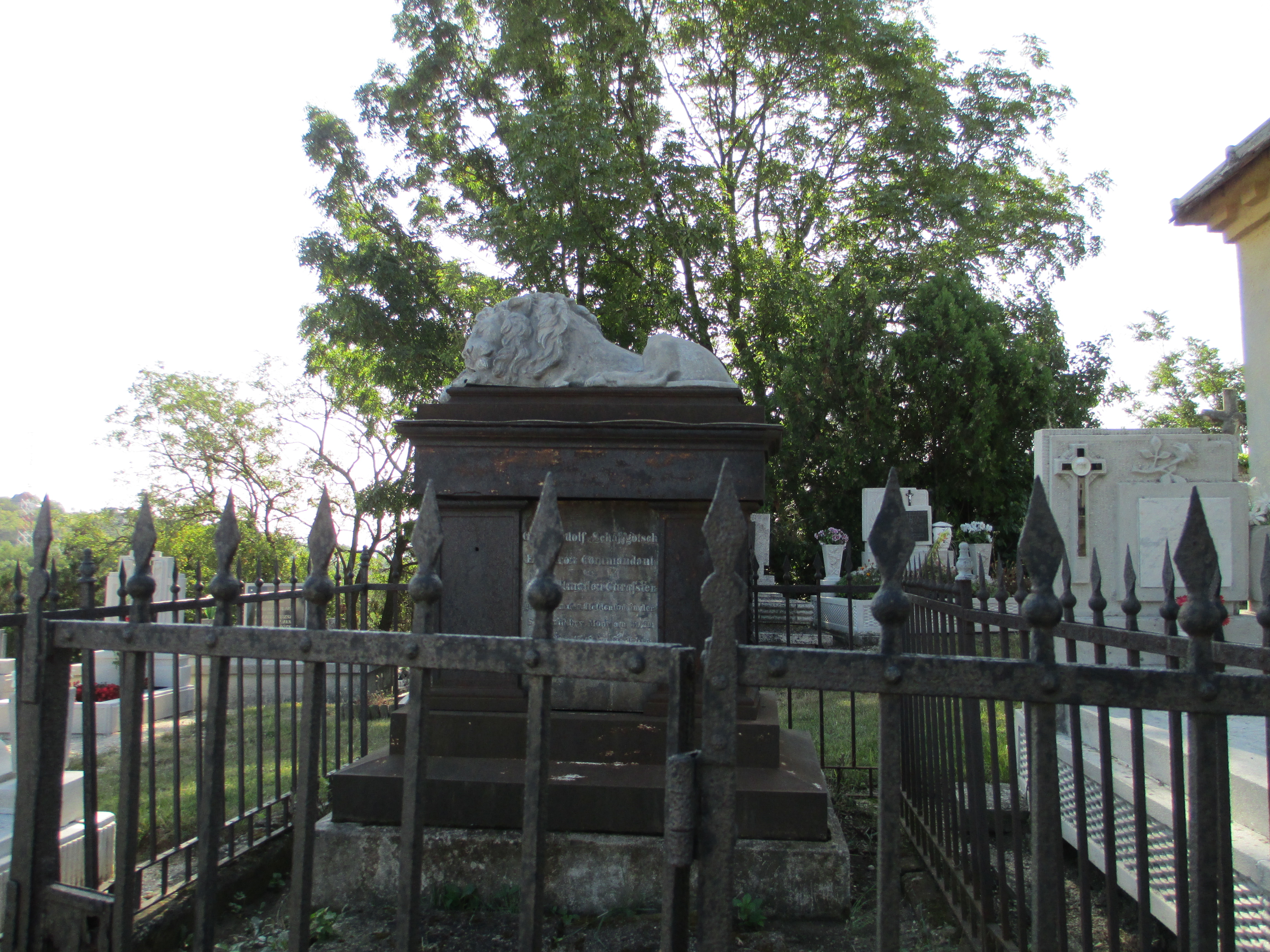
Gróf Rudolf, Mór
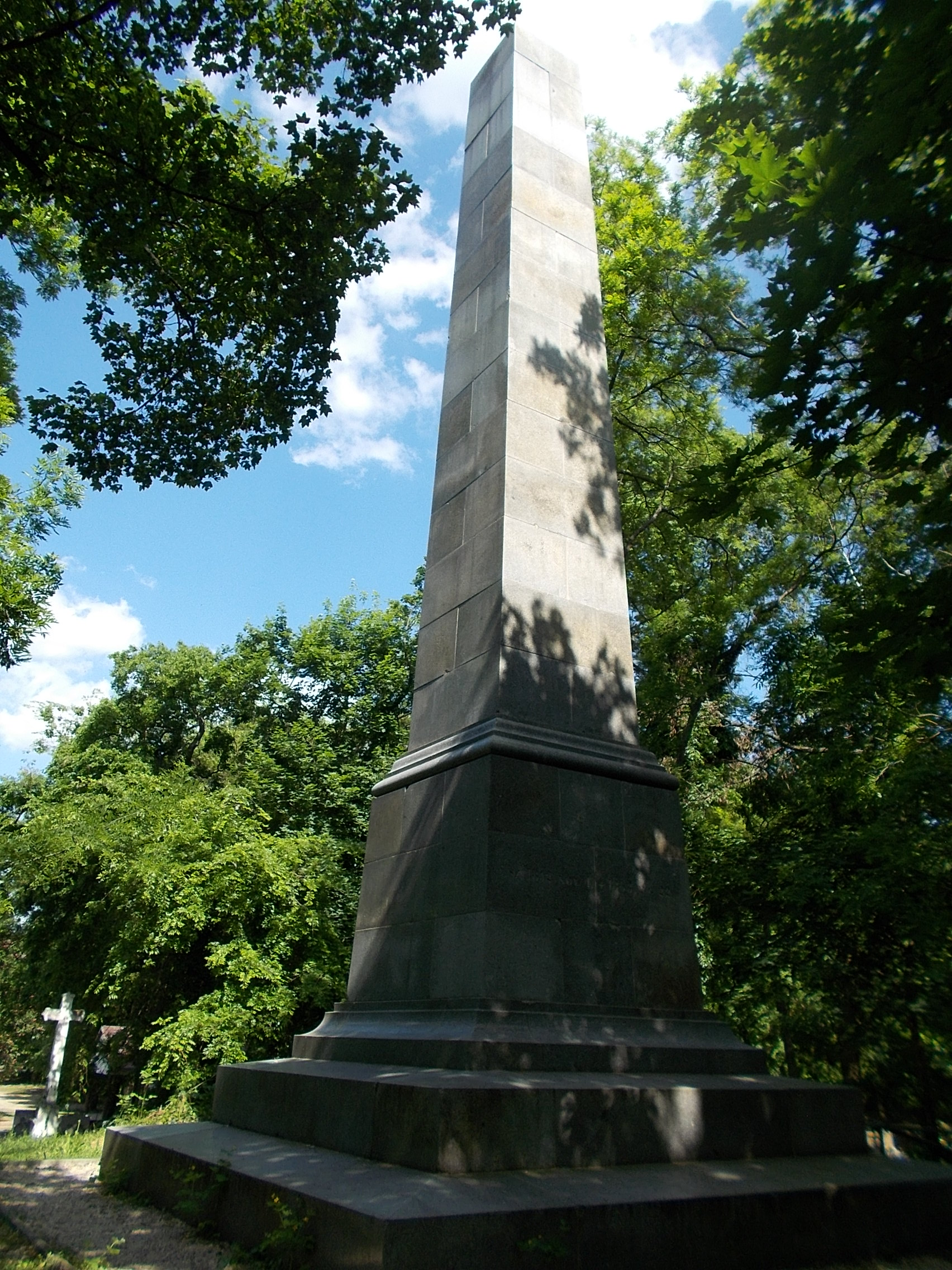
Nádasdy-obeliszk, Agárd
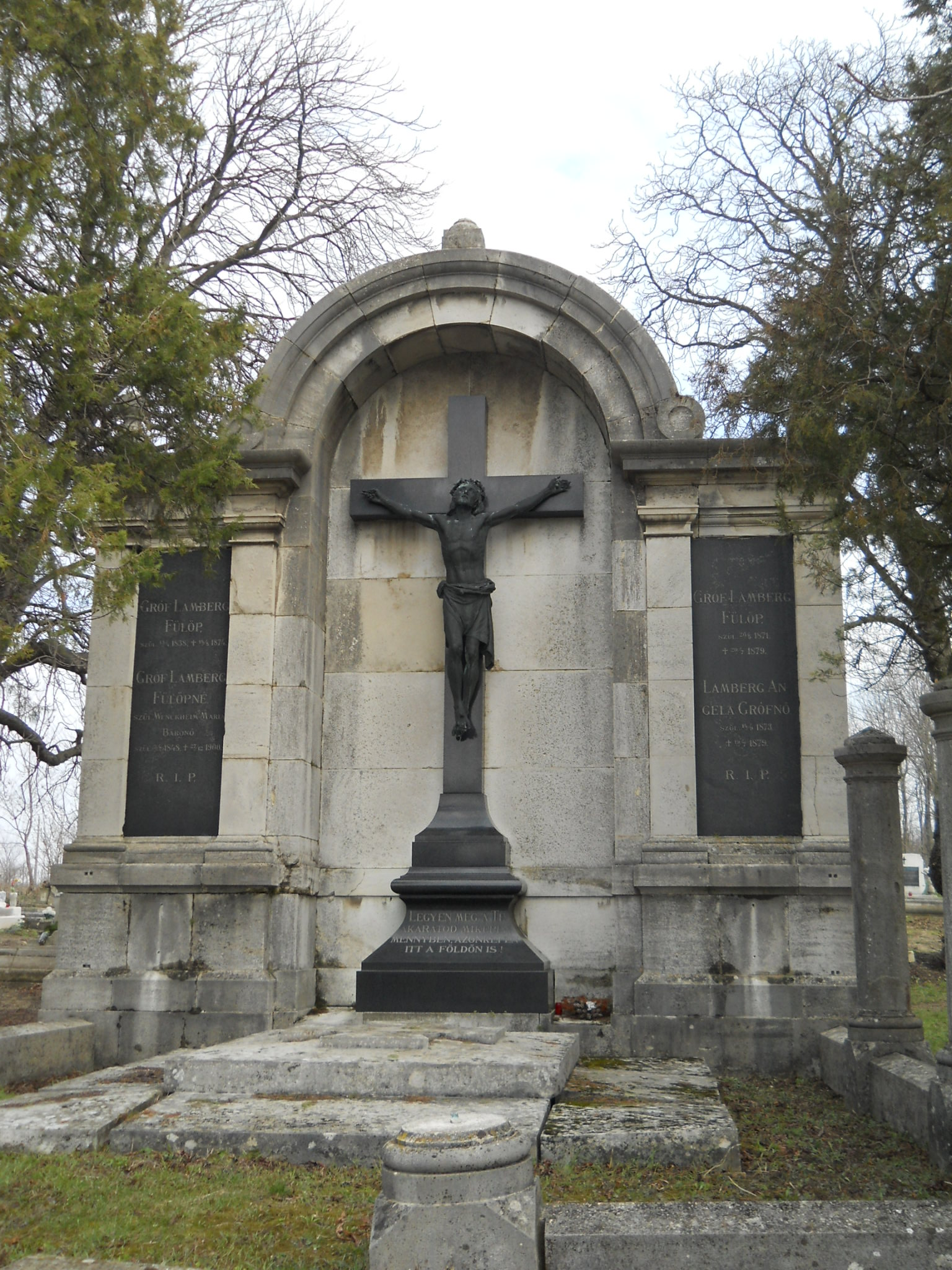
Lamberg-család, Zámoly
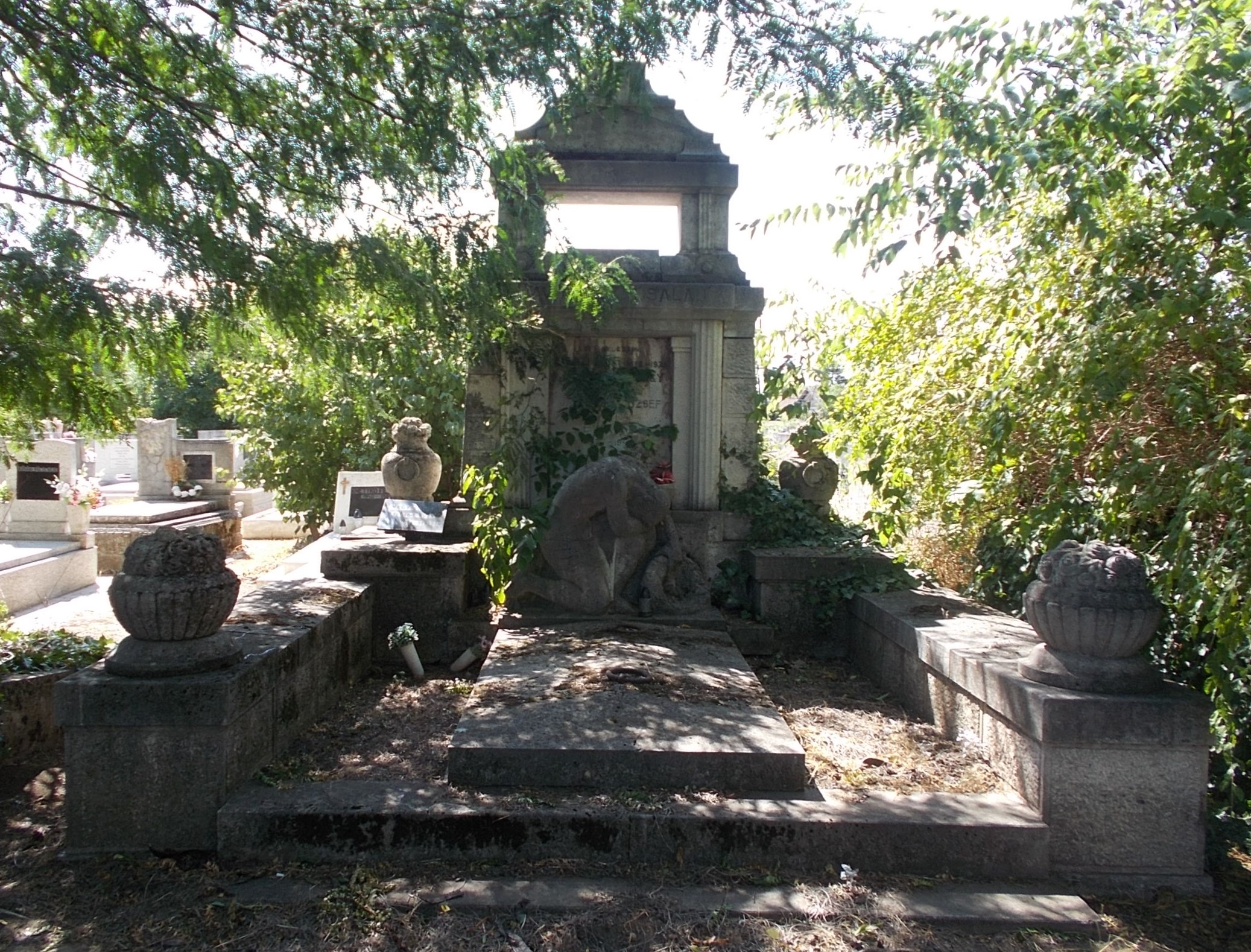
Alvégi-család, Orosháza
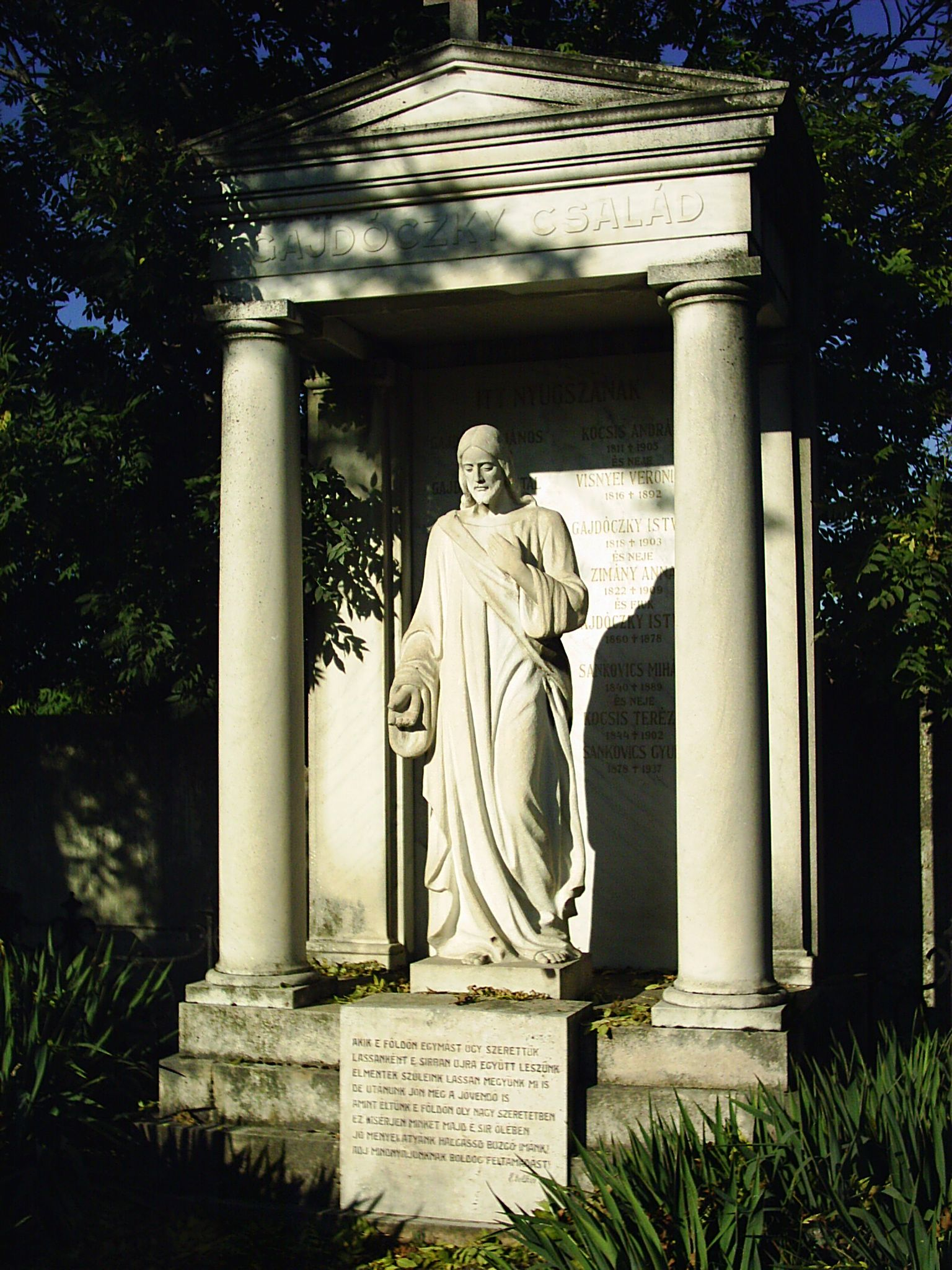
Gajdóczky-család, Gyöngyös
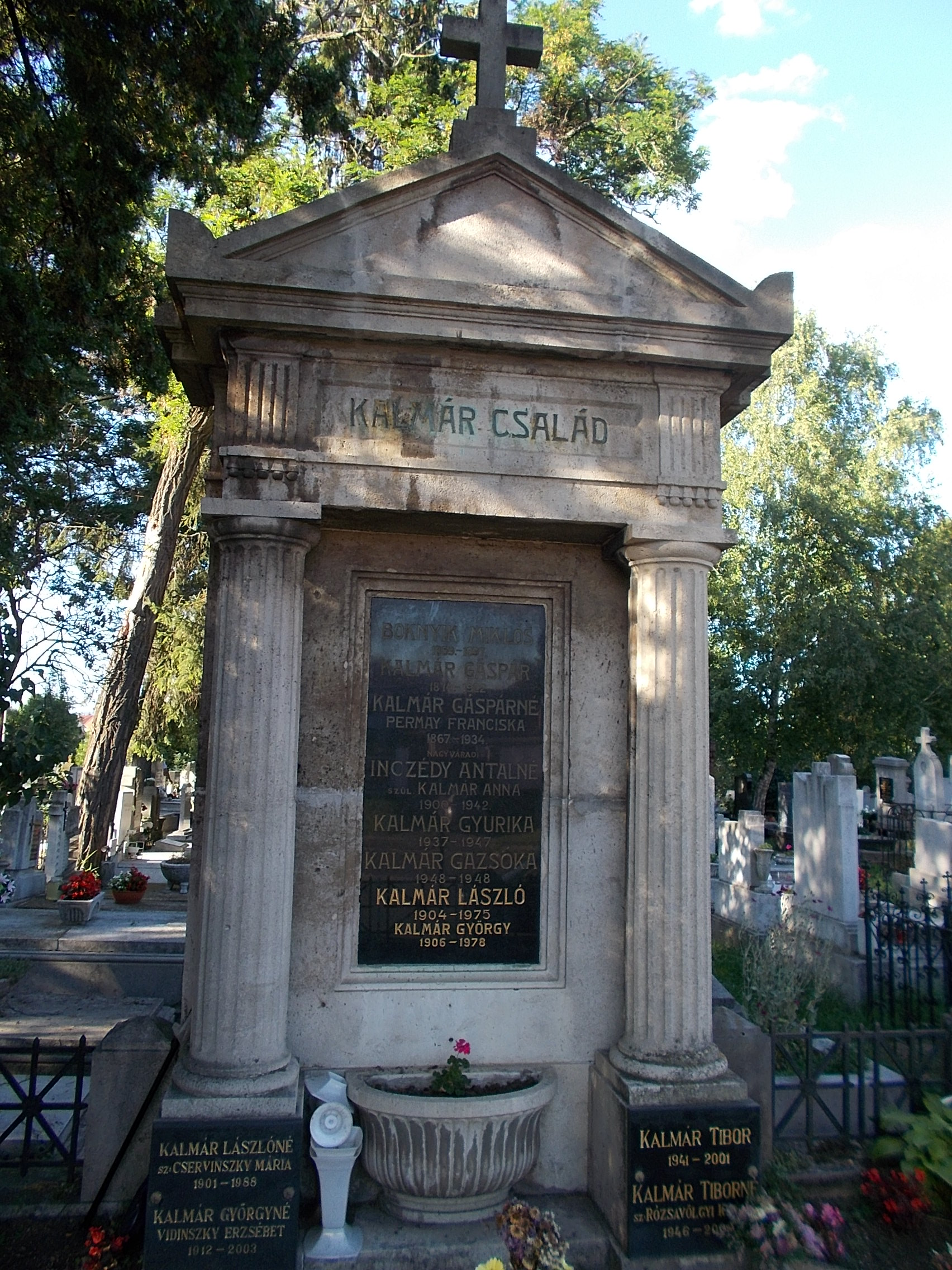
Kalmár-család, Eger

## Temetőkápolnák
Városi és falusi temetők egyaránt jellemző épülete. Állandó (vasárnapi) vallási szertartásra nem, csak temetési alkalmaknál használják őket.
Ismert ilyen alkotás a két, vörös és kék színű, neogótikus temetőkápolna Balatonboglár területén. A temetőkápolnák értékét középkori freskók (pl. Keszthely), kültéri szobrok is emelhetik (pl. Székesfehérvár, Jásztelek).
Néha a temetőkápolnákban is került sírok kialakításra (pl. Tiszanána).

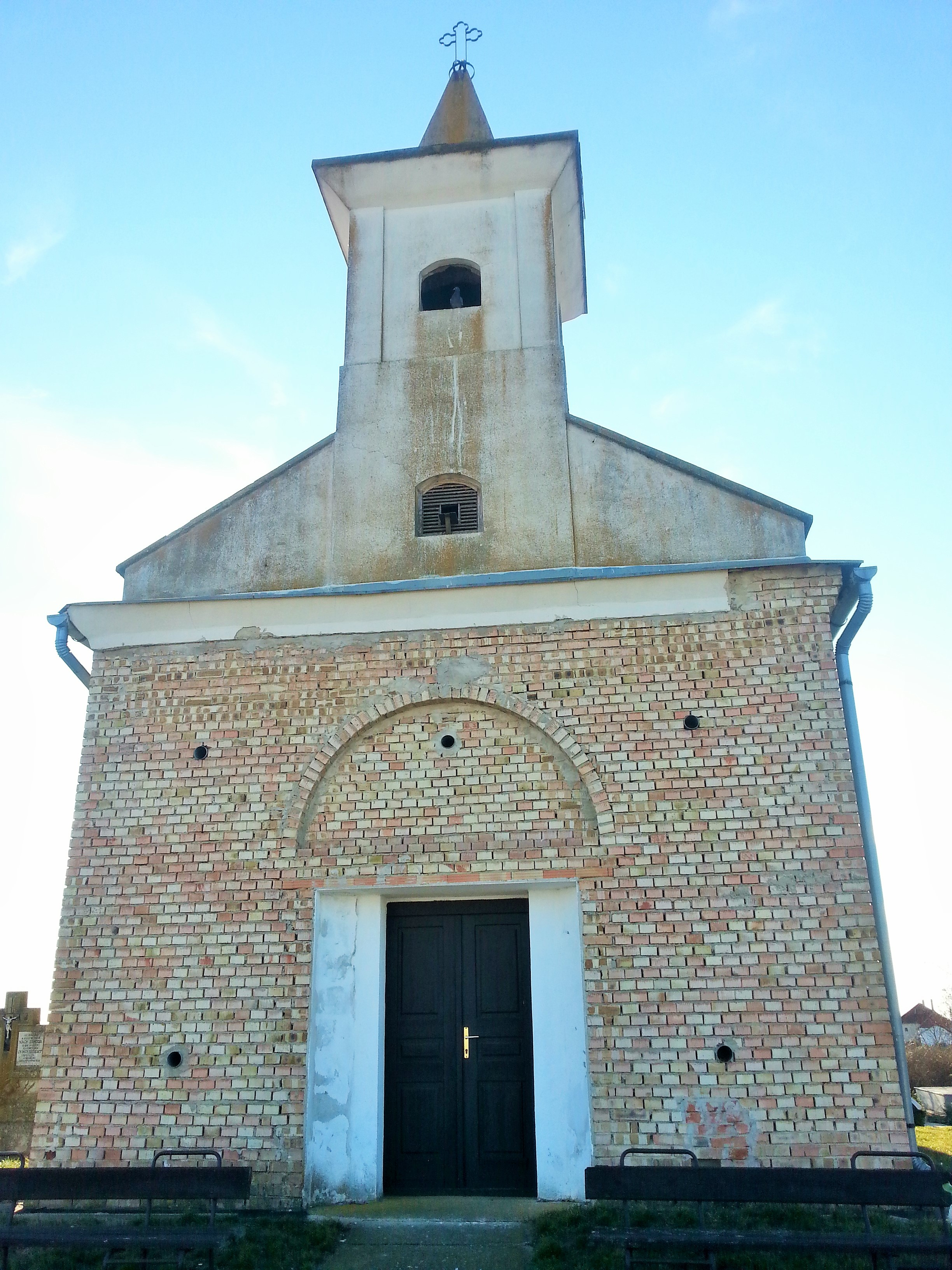
Temetőkápolna, Nagyiván
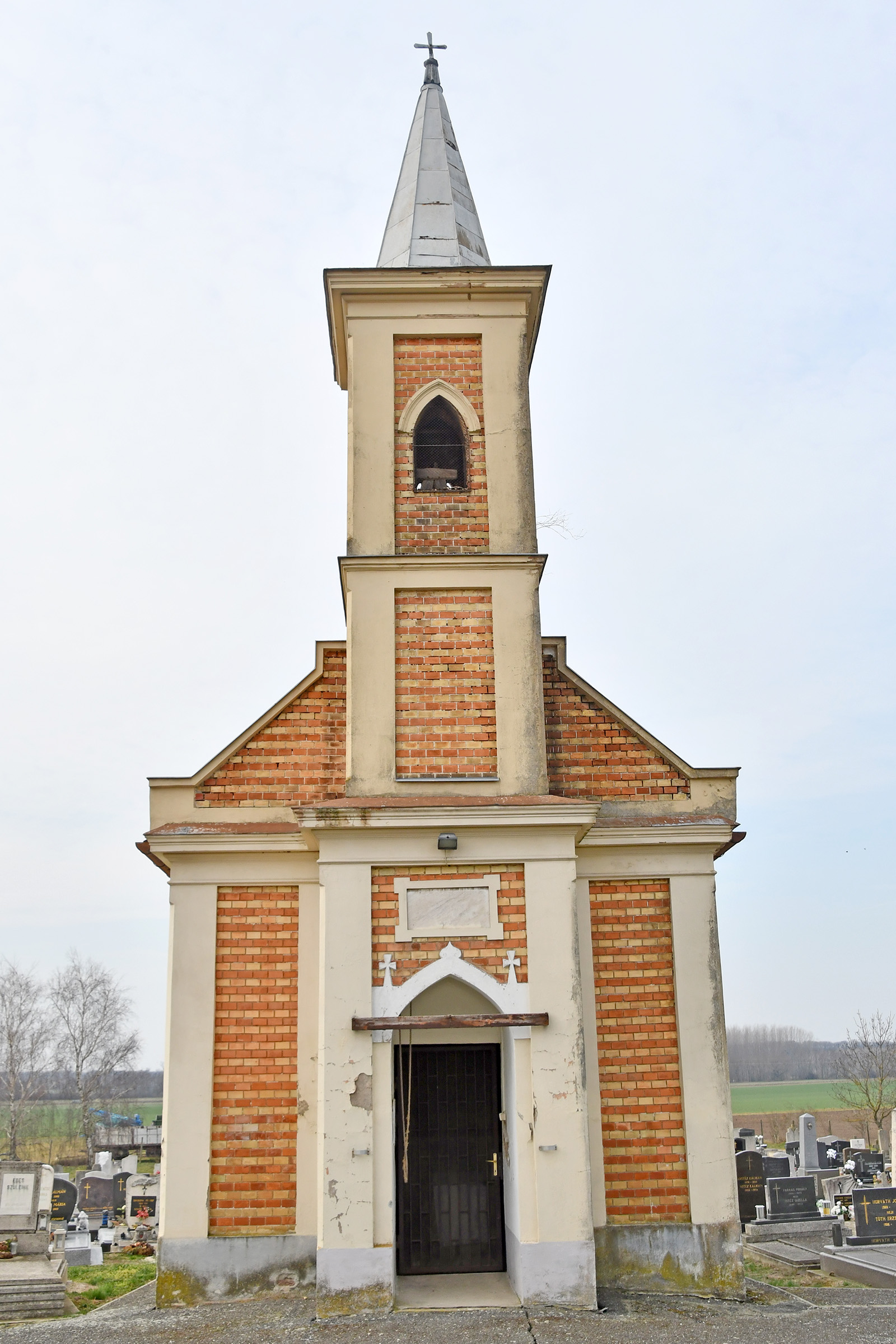
Temetőkápolna, Barbacs
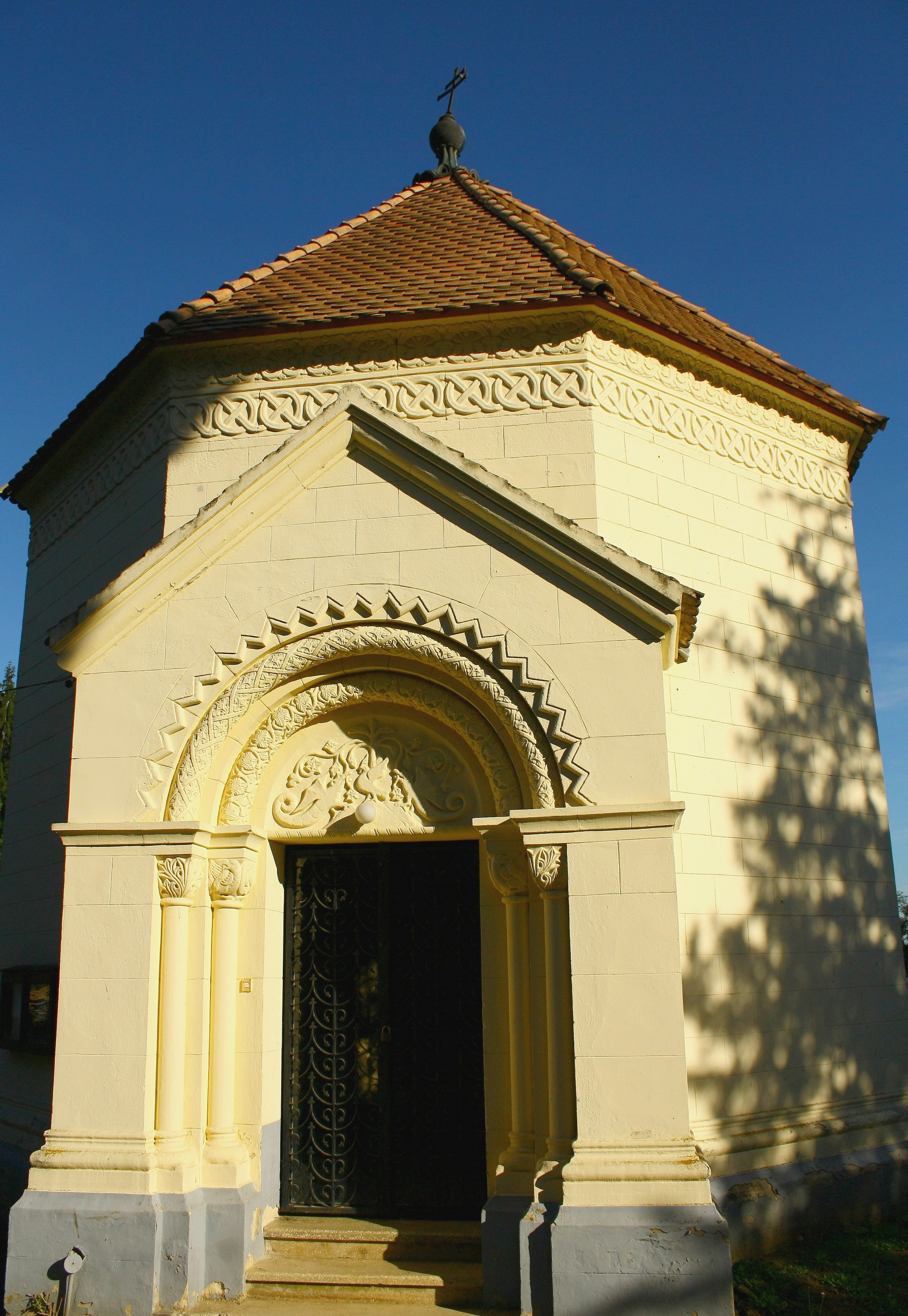
Temetőkápolna, Barcs
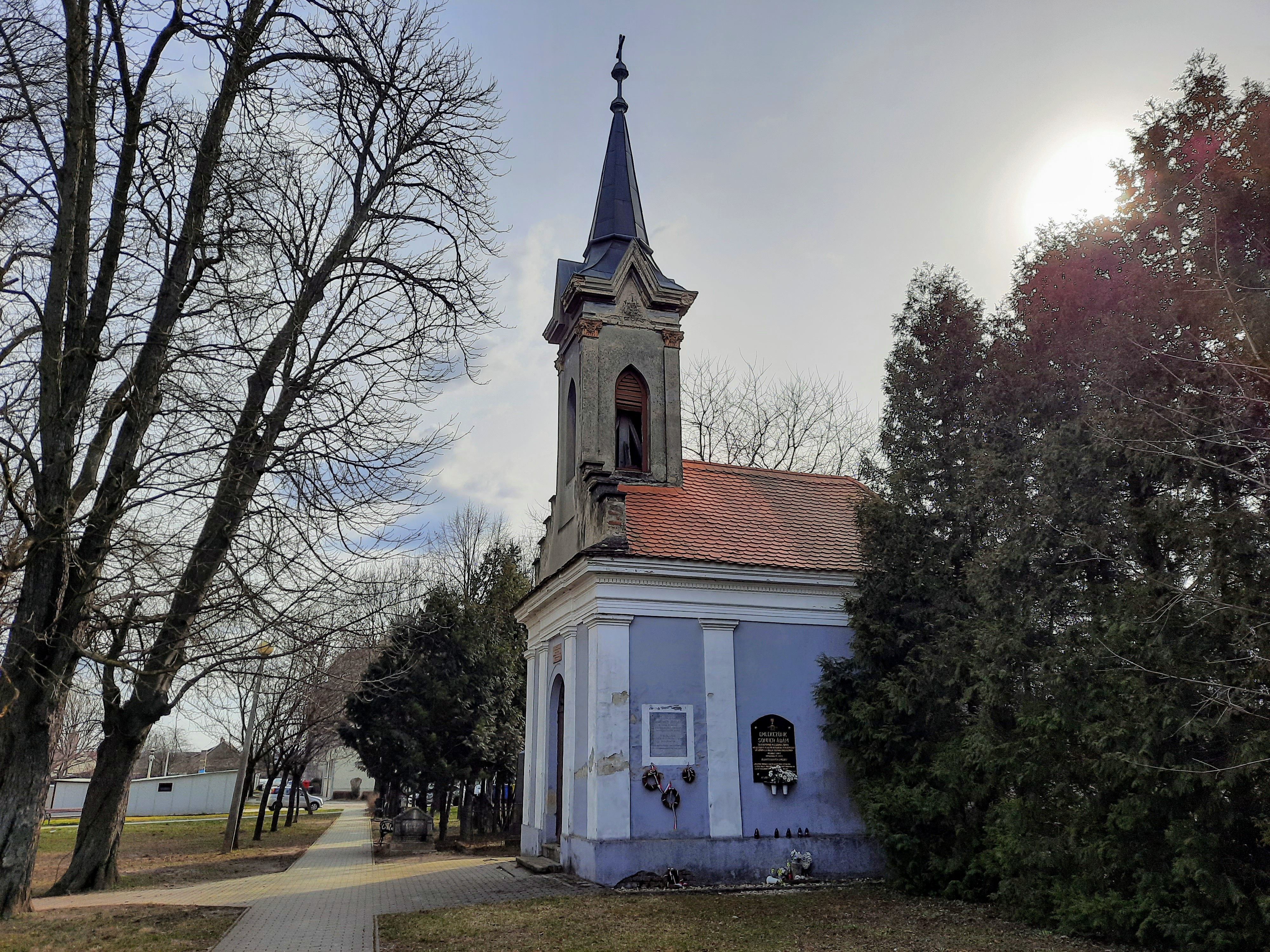
Temetőkápolna, Sásd
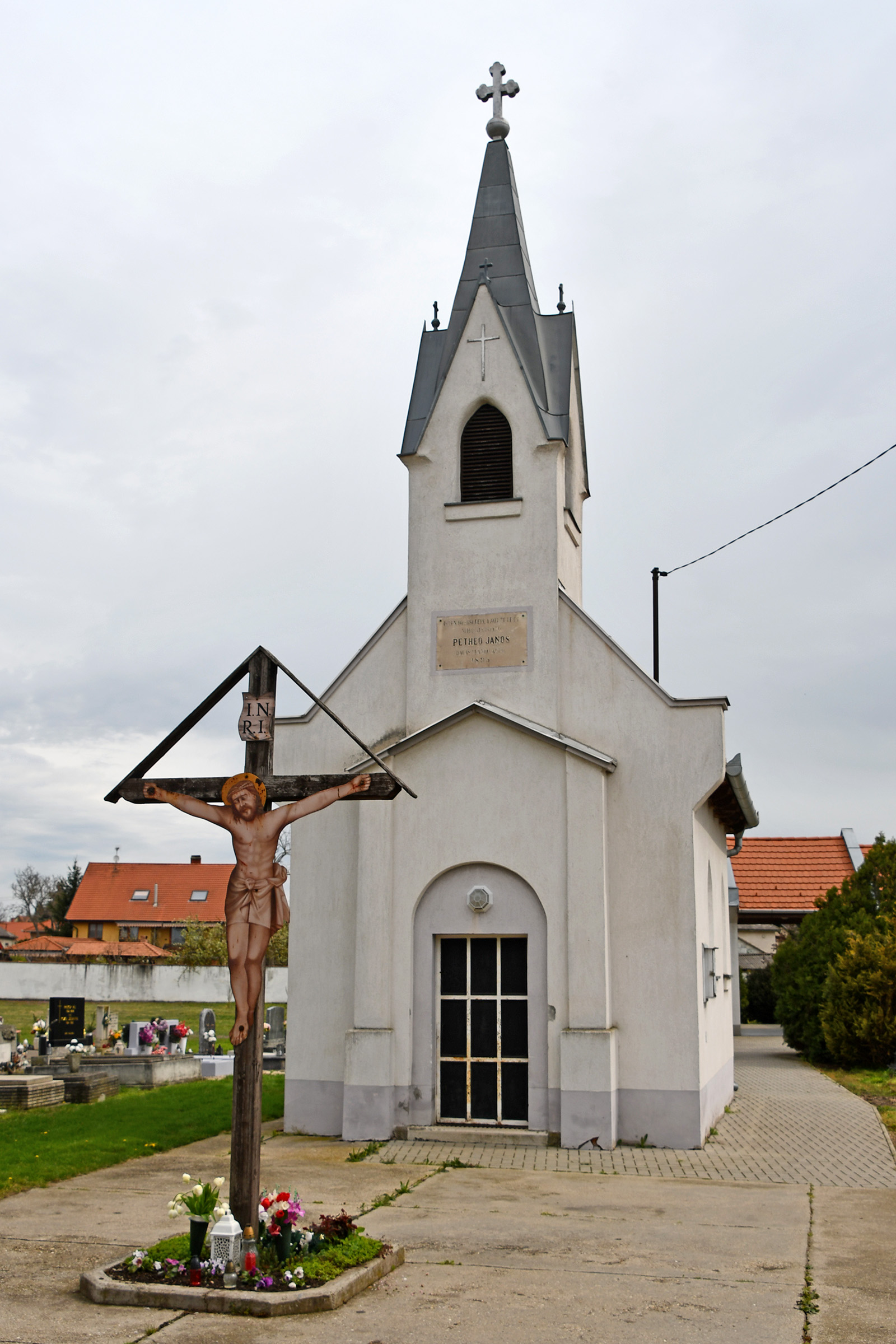
Temetőkápolna, Ráckeresztúr
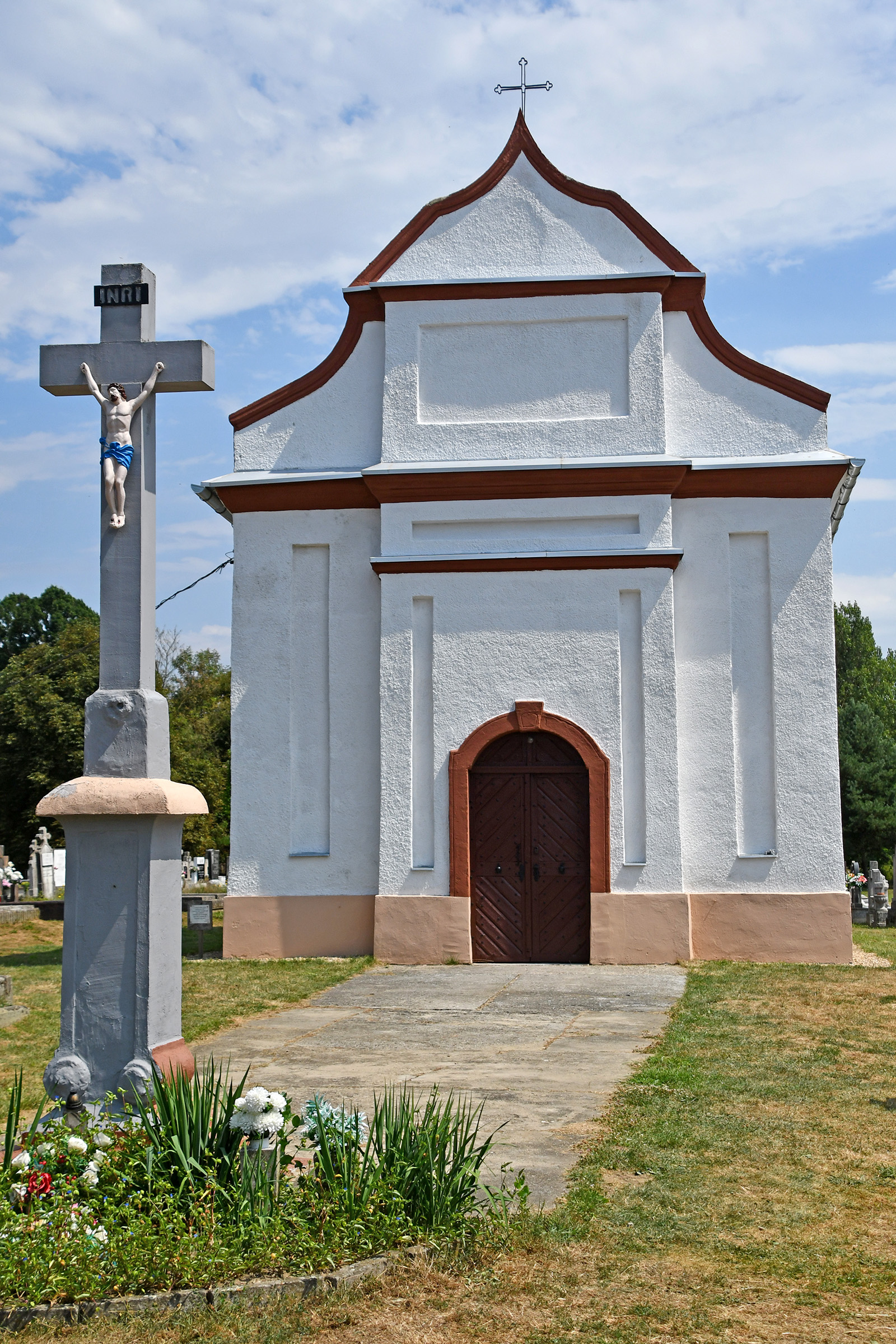
Temetőkápolna, Ipolytarnóc
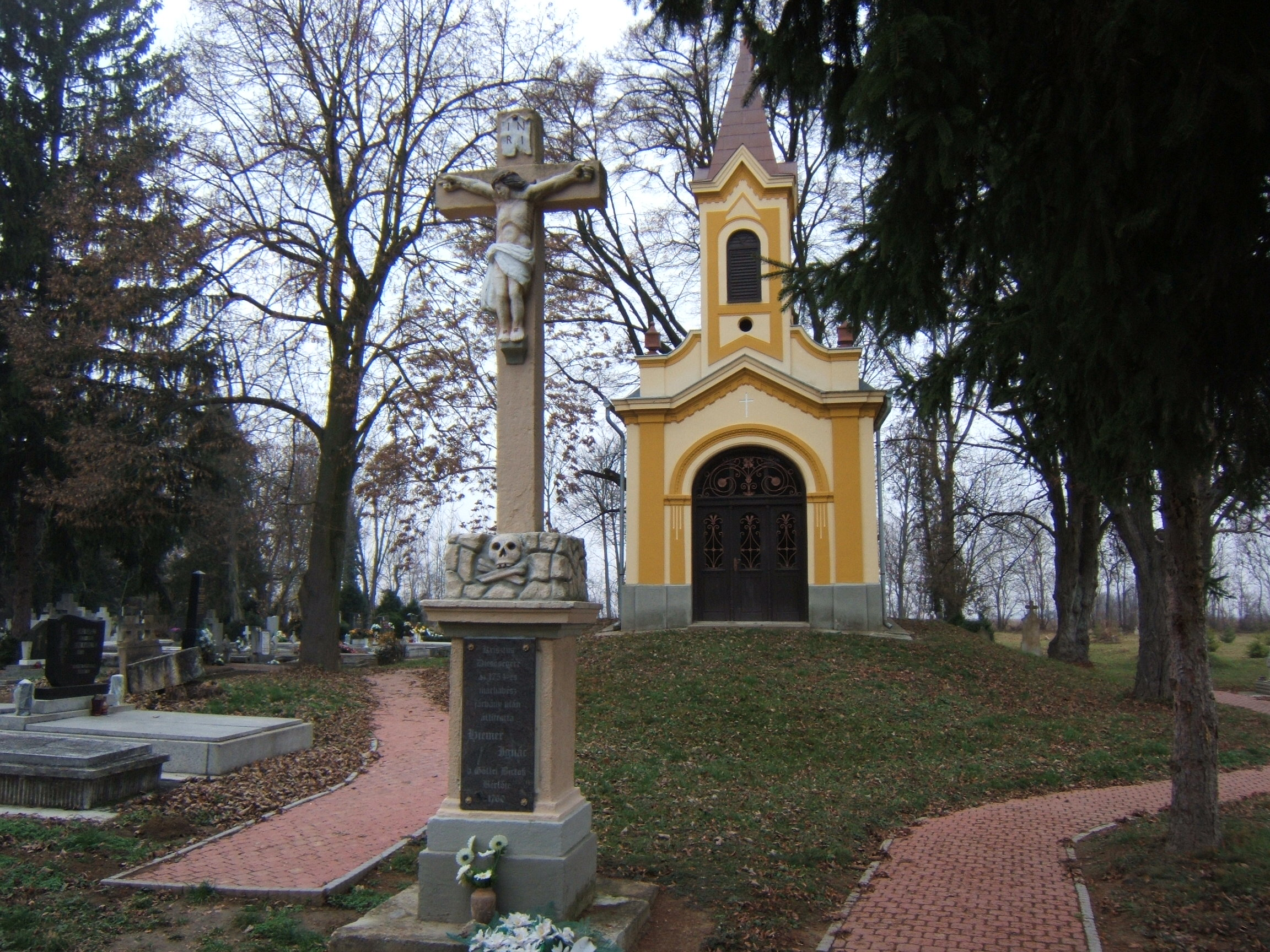
Temetőkápolna, Gölle
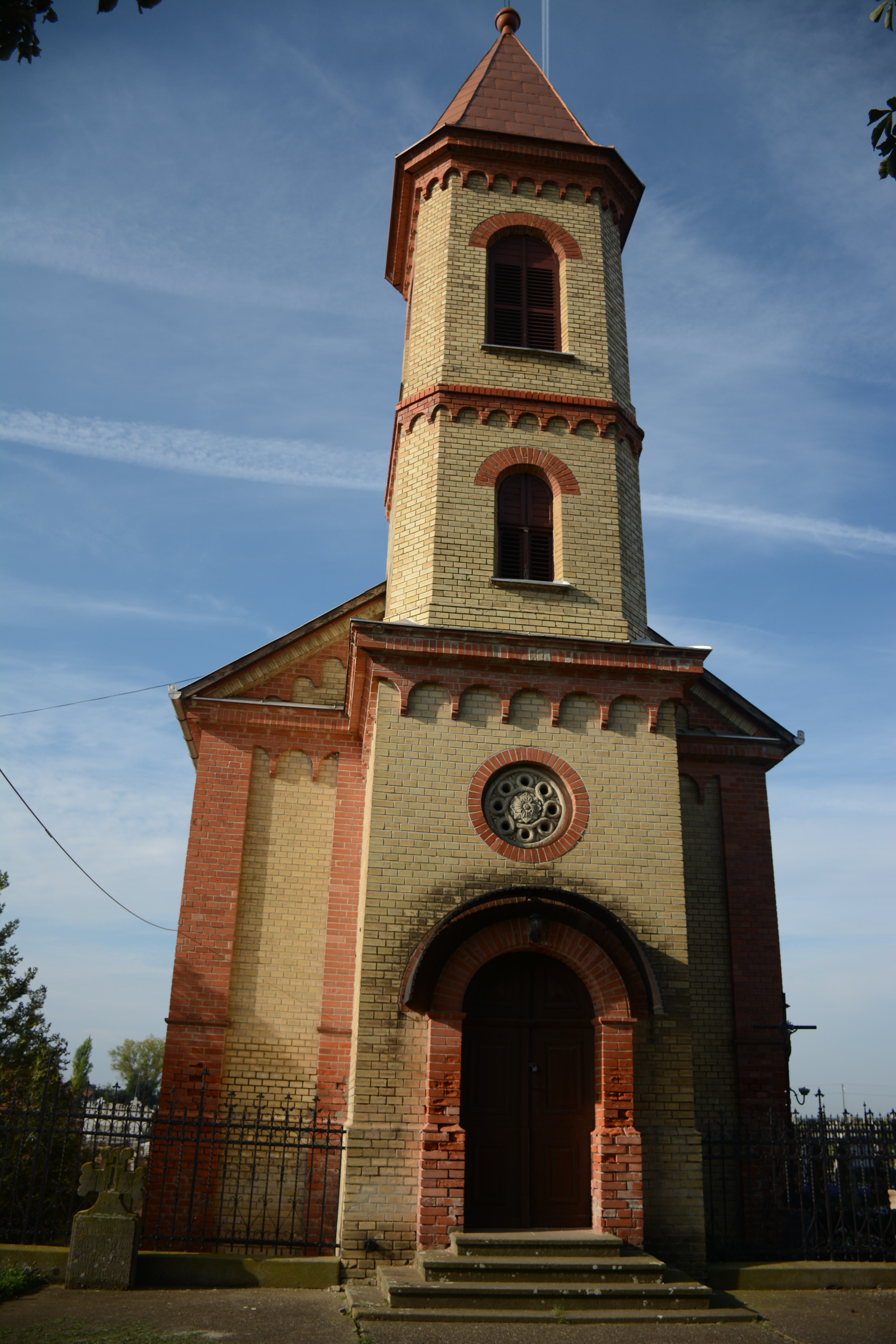
Temetőkápolna, Tiszanána
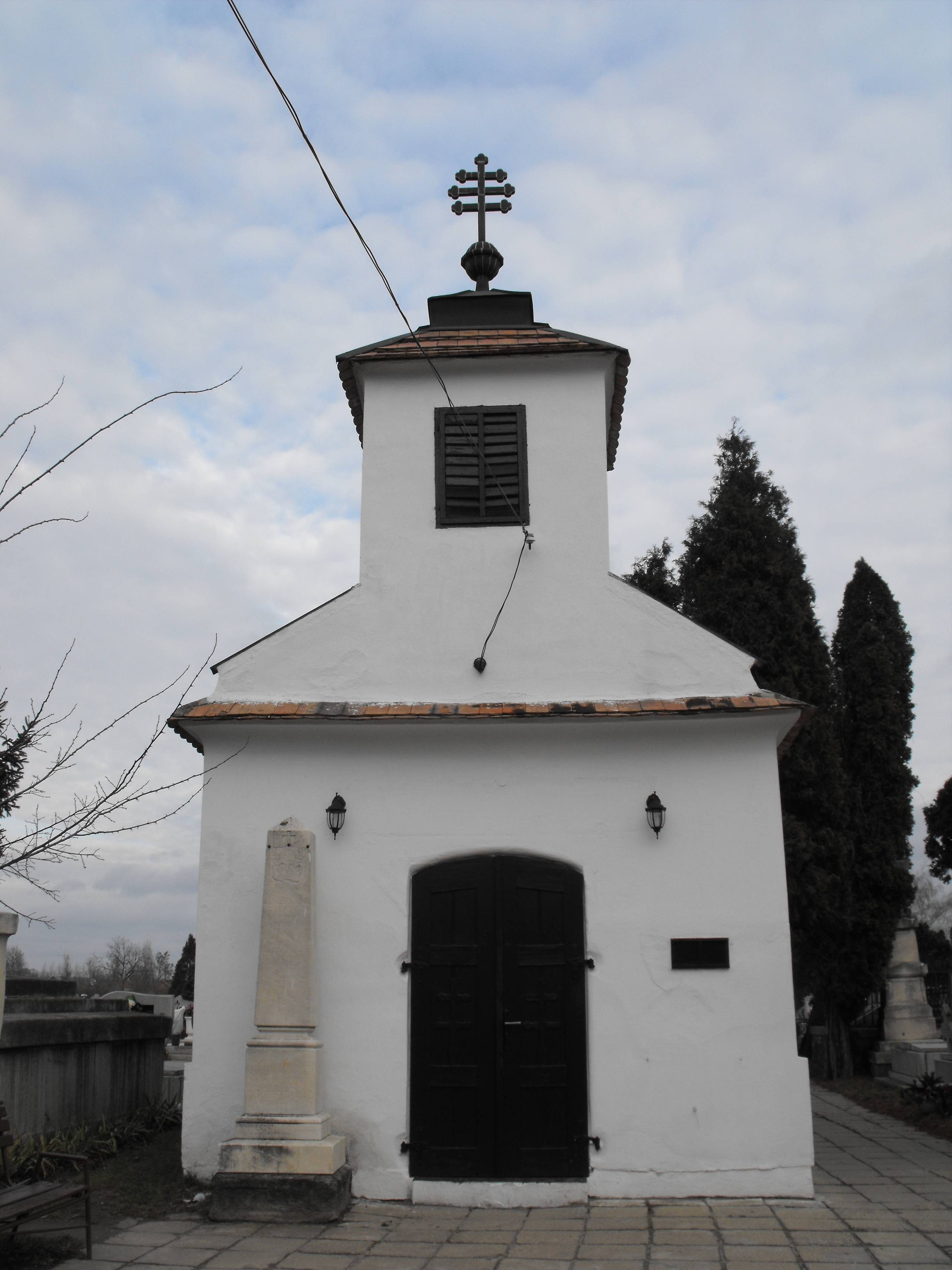
Temetőkápolna, Makó
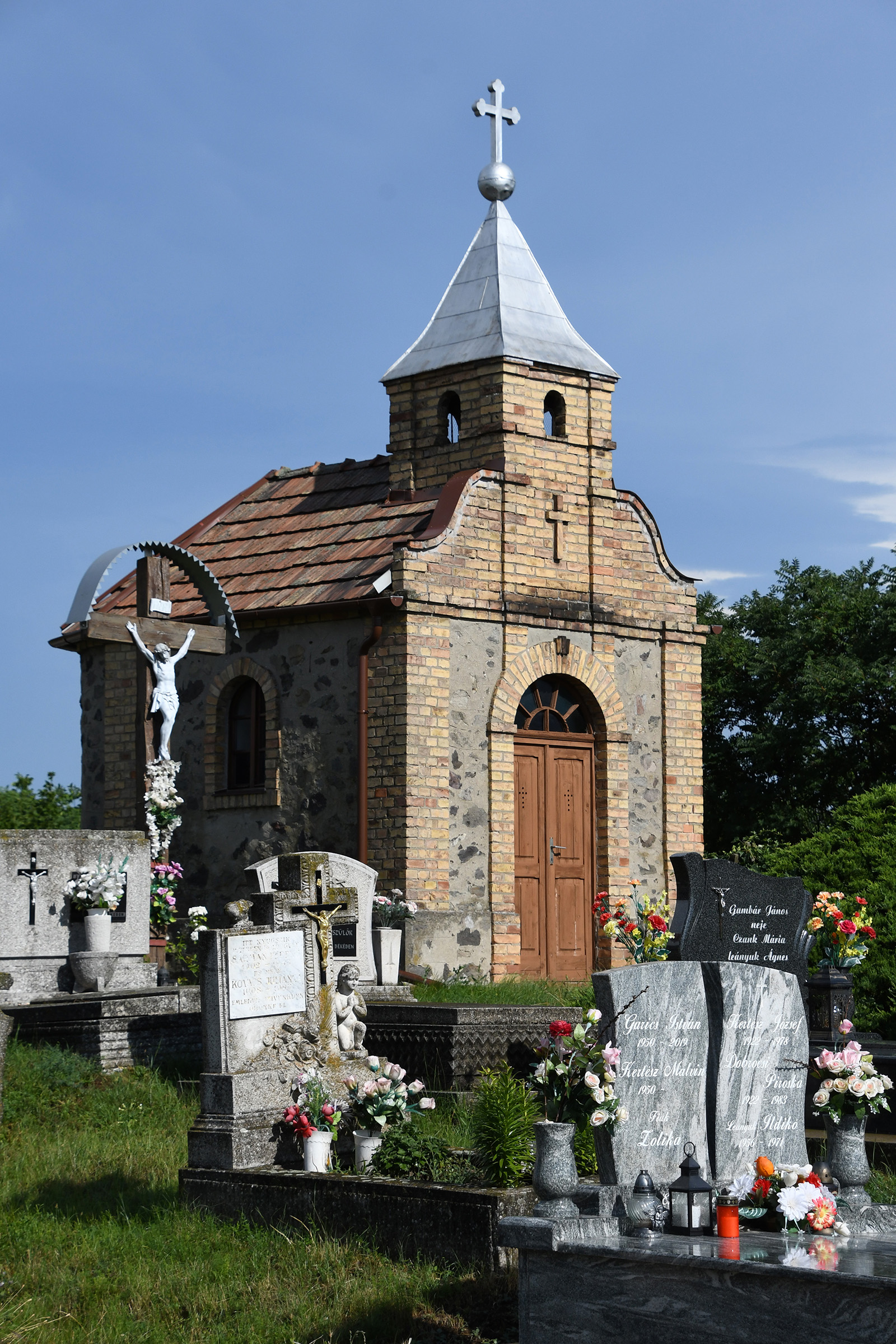
Temetőkápolna, Szarvasgede
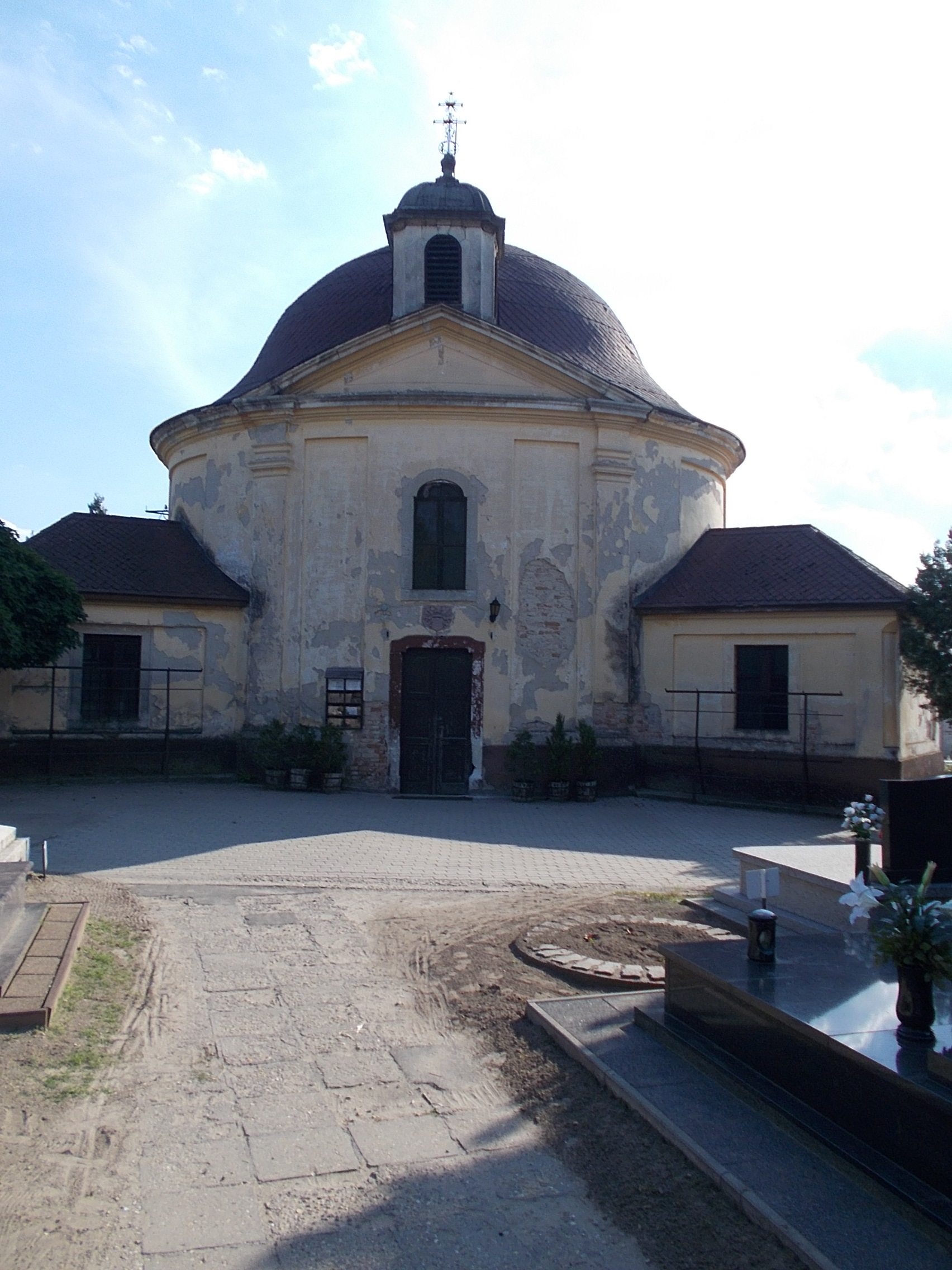
Temetőkápolna, Nagykáta (eredileg a Keglevich-család sírkápolnájának épült)
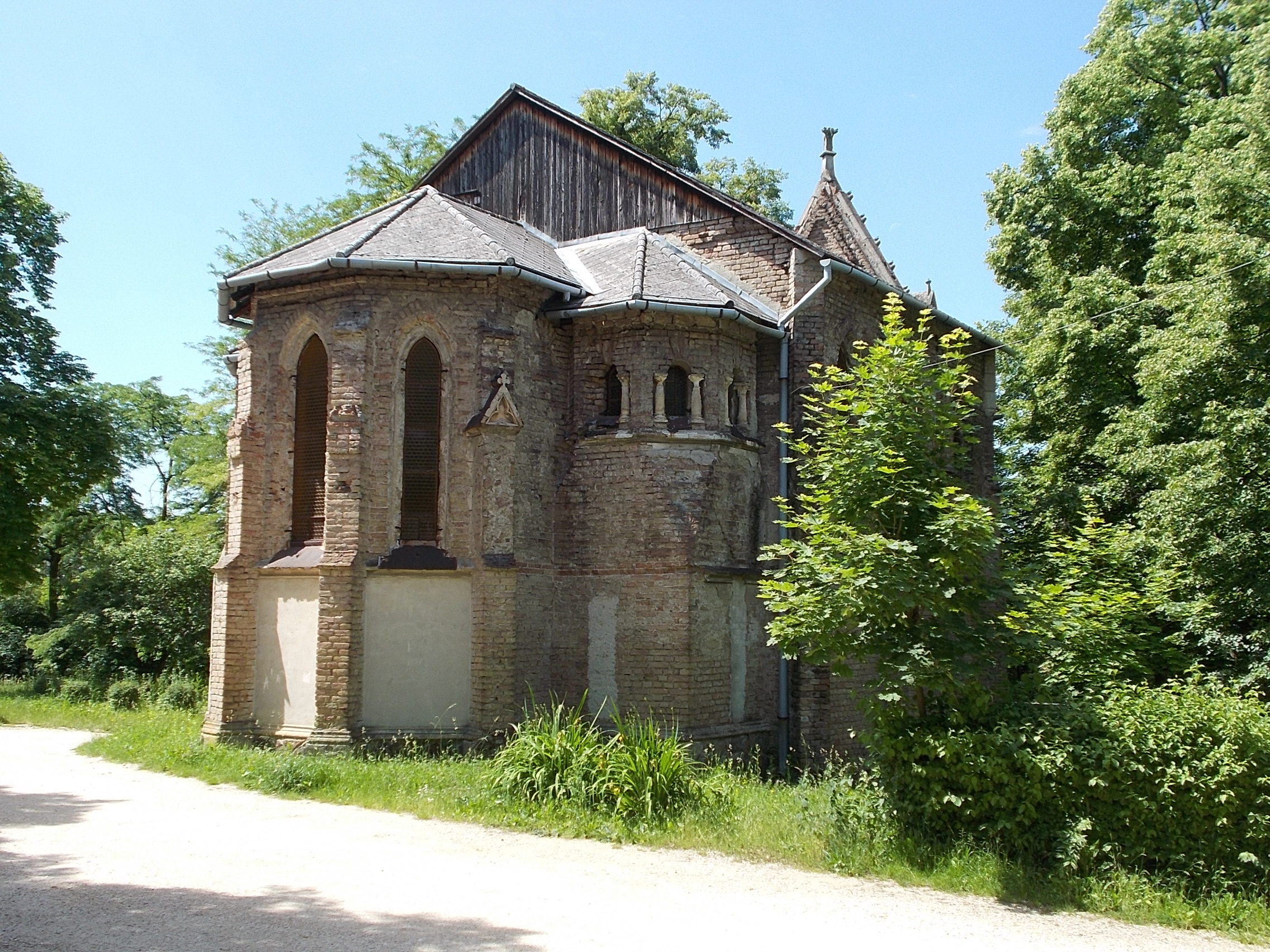
]], Esztergom

## Ravatalozók
A legtöbb magyarországi temetőhöz kisebb-nagyobb ravatalozó is tartozik. Ezek sokszor egyszerű kivitelűek, ám akadnak köztük kimagaslónak minősített alkotások.

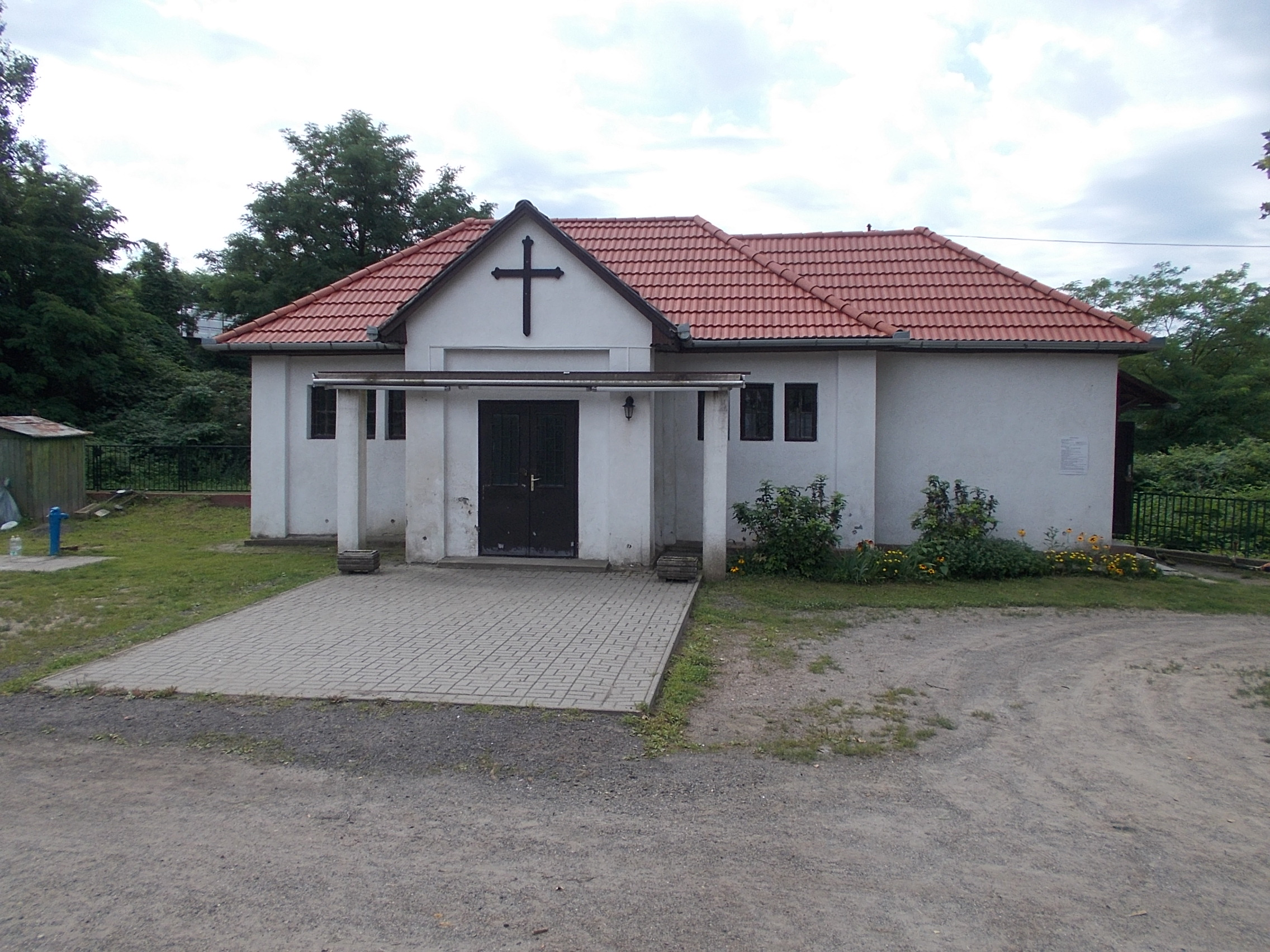
Ravatalozó, Salgótarján
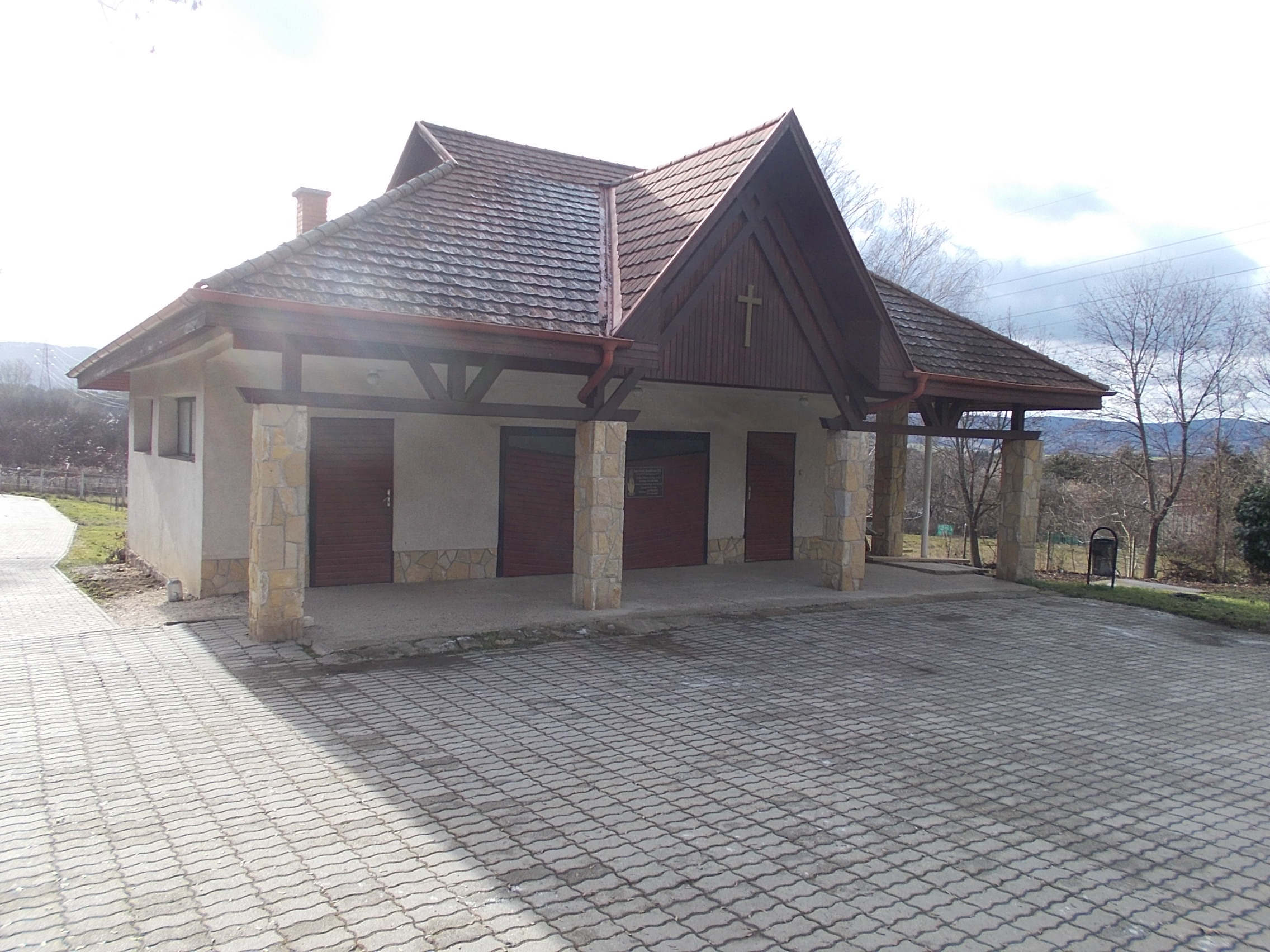
Ravatalozó, Üröm
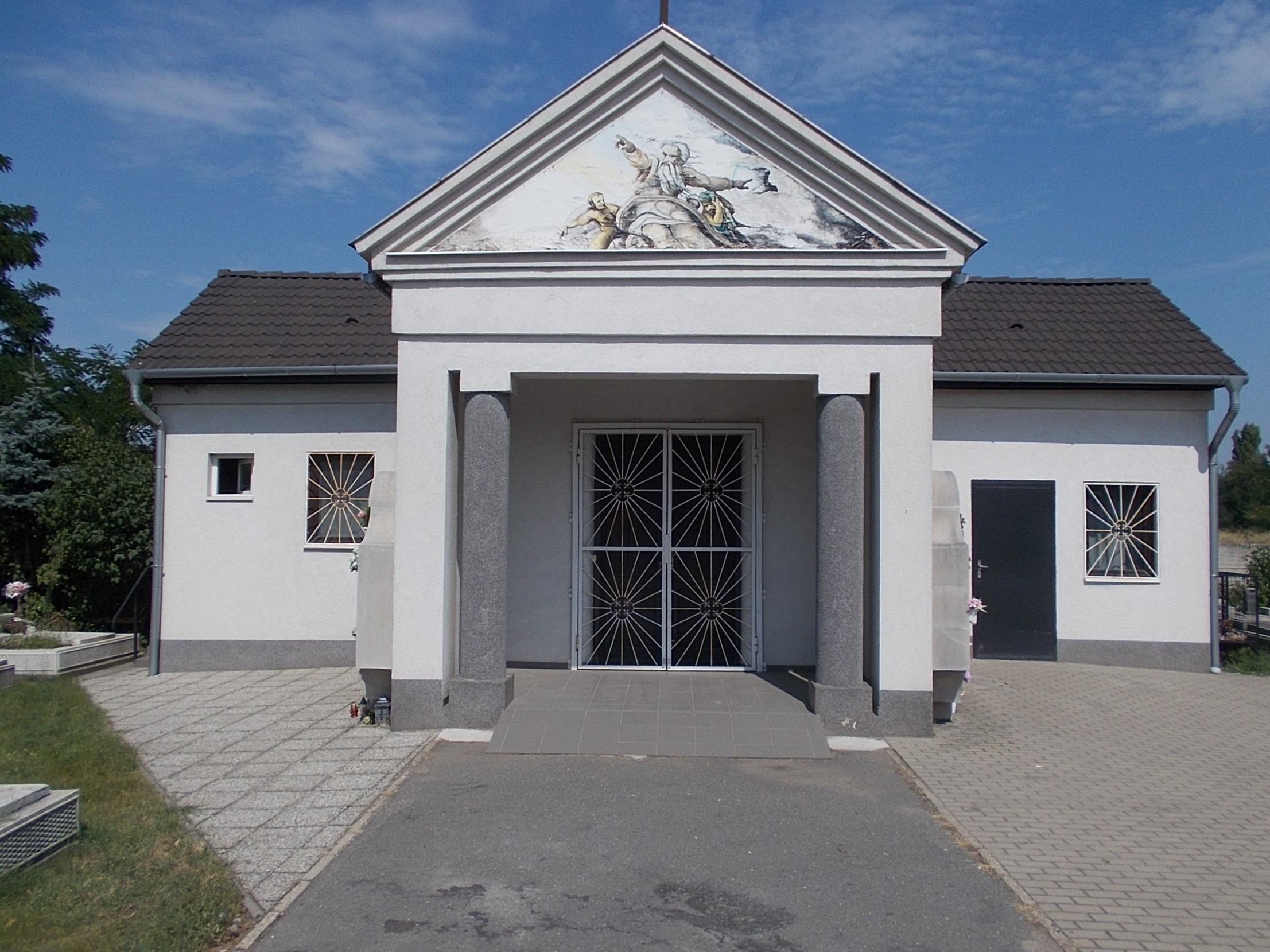
Ravatalozó, Tatabánya
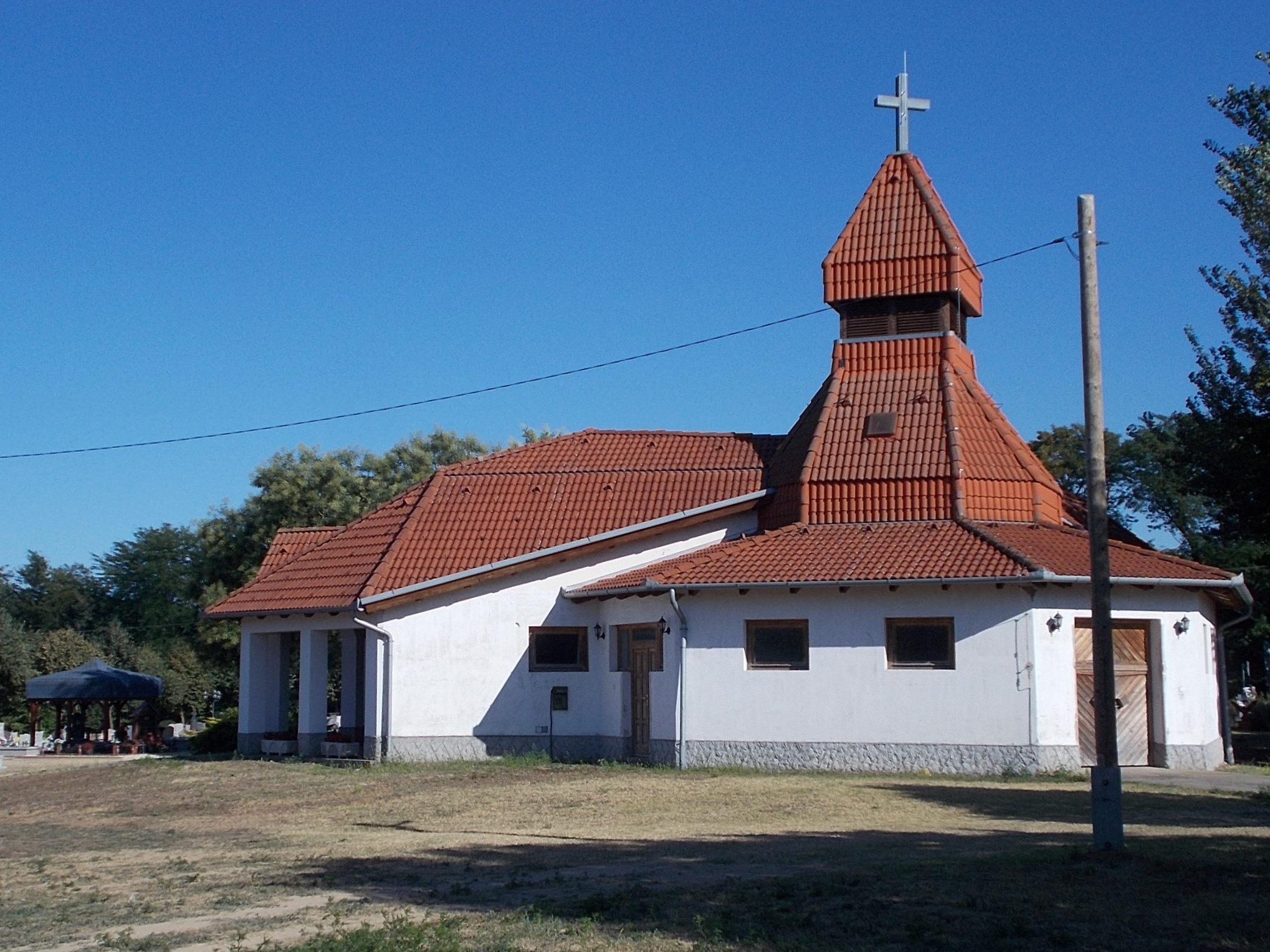
Ravatalozó, Tura
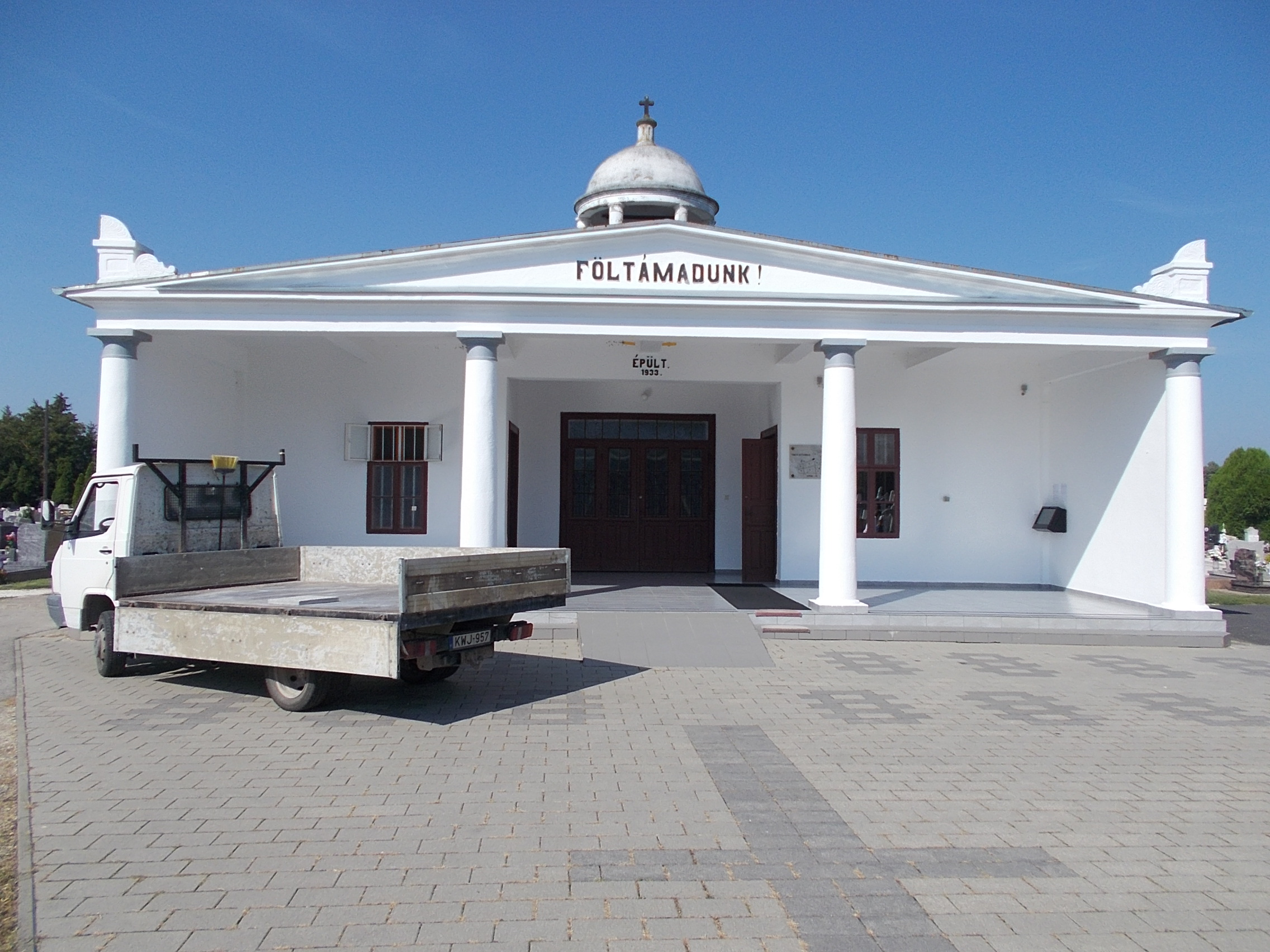
Ravatalozó, Sárvár
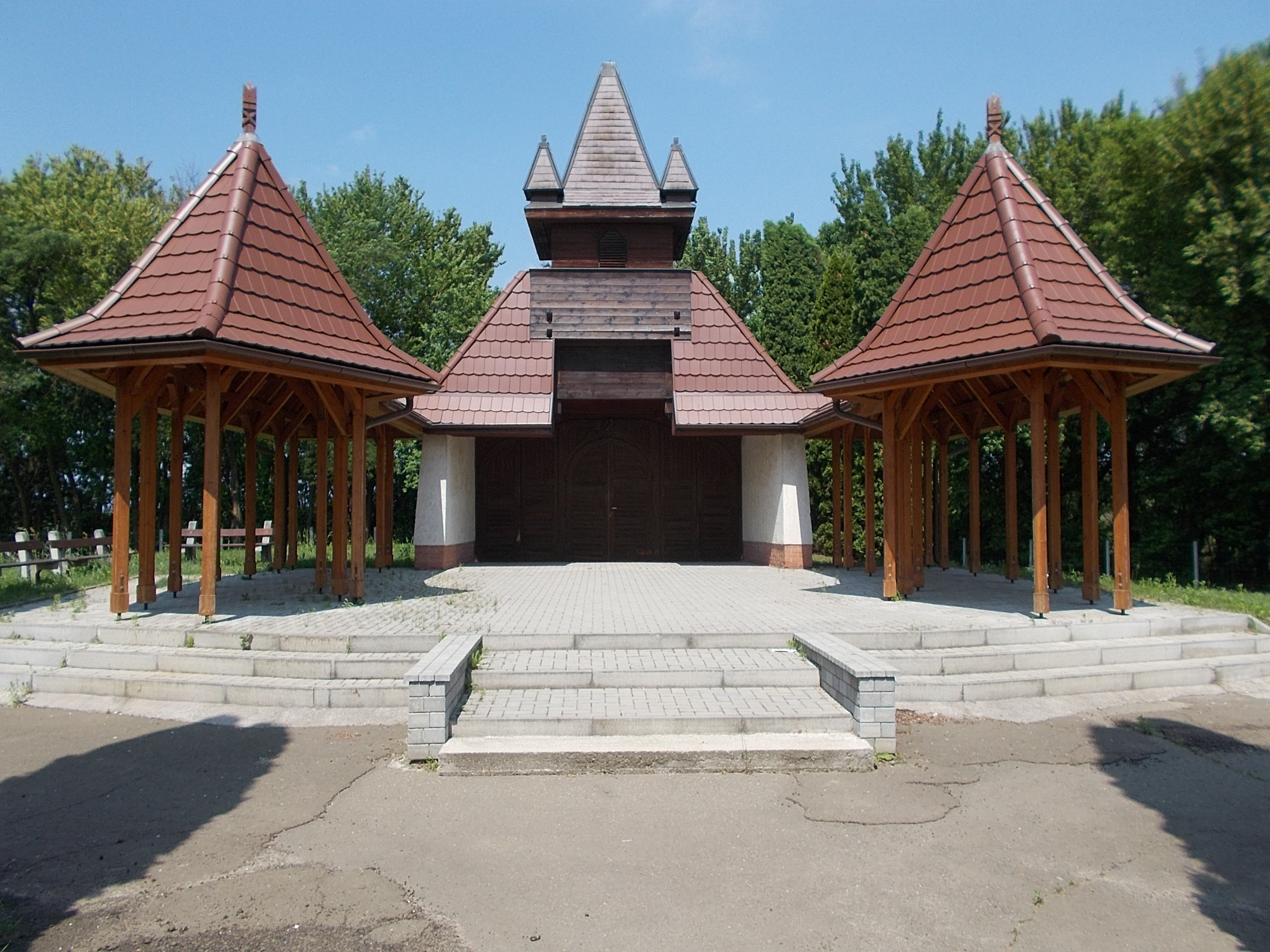
Ravatalozó, Veresegyház
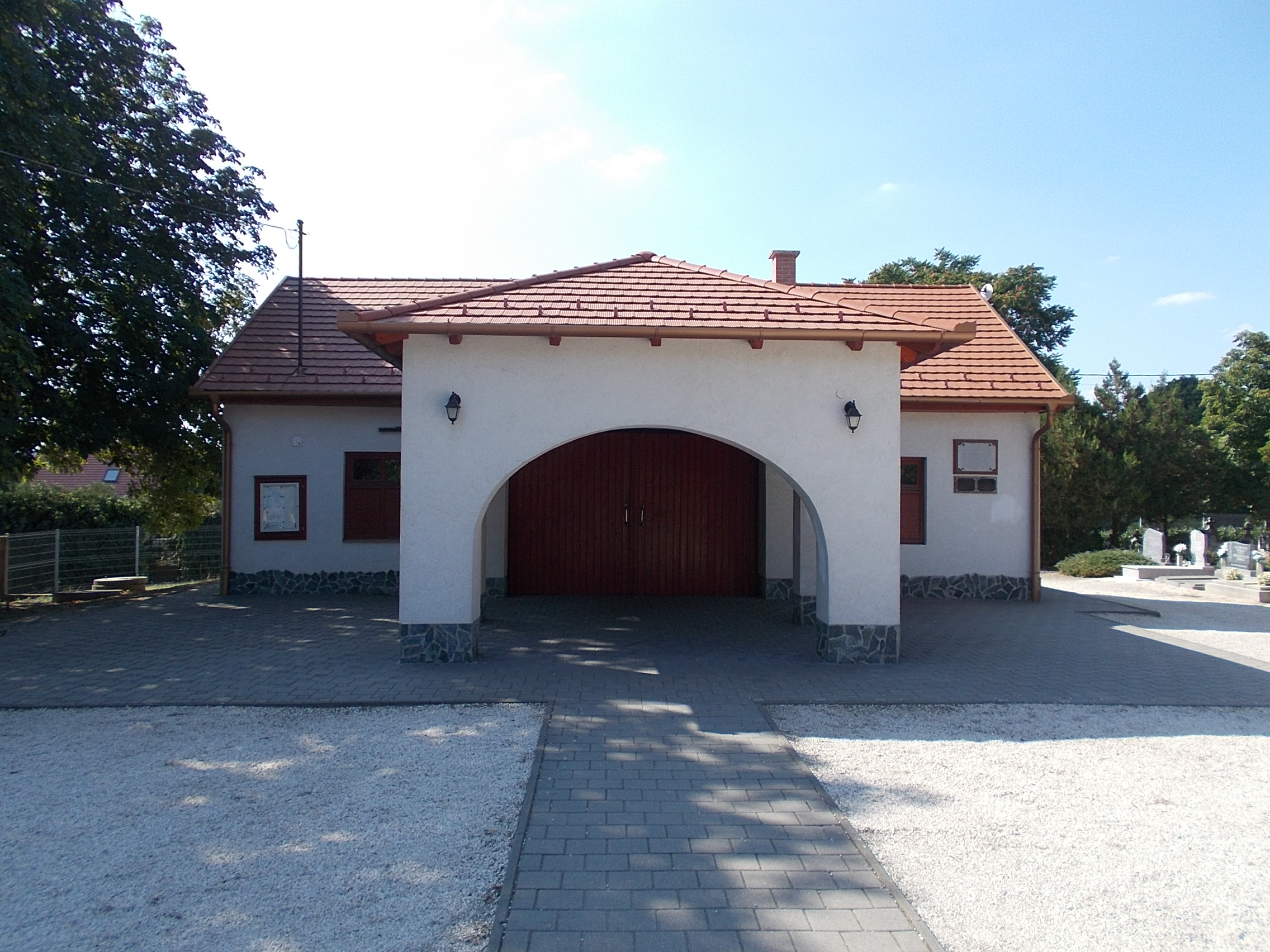
Ravatalozó, Piliscsaba
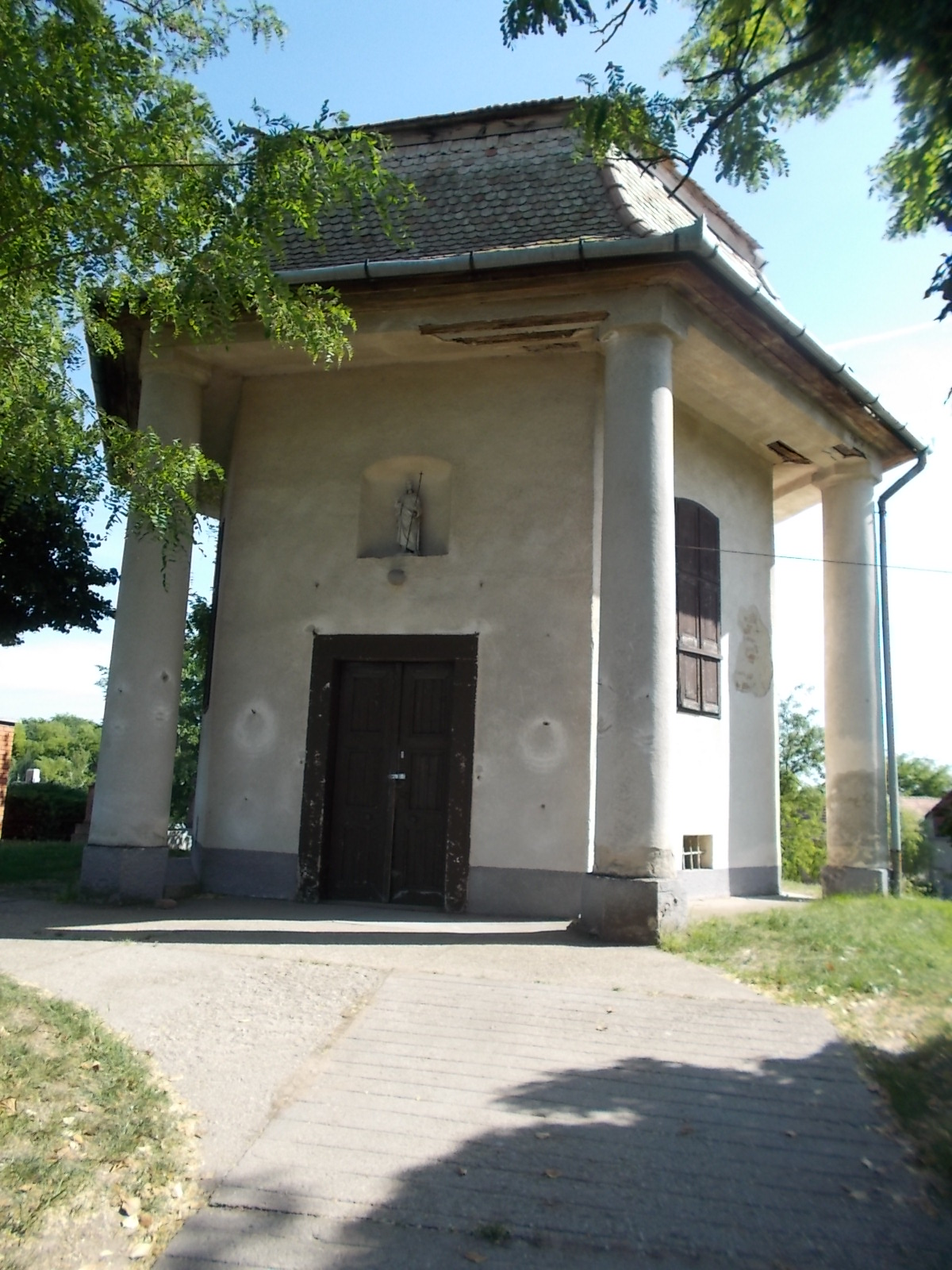
Ravatalozó, Abony
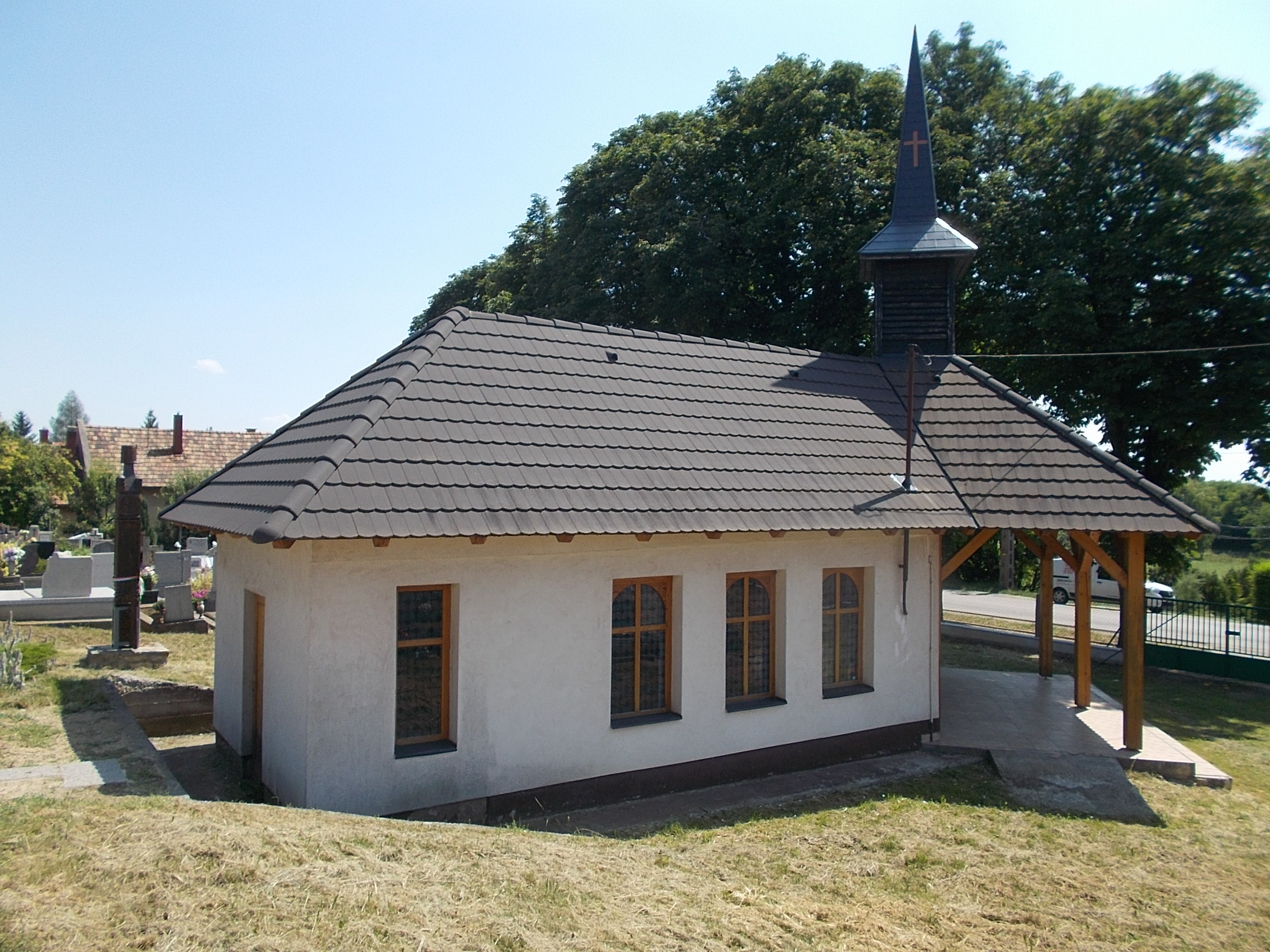
Ravatalozó, Csékút
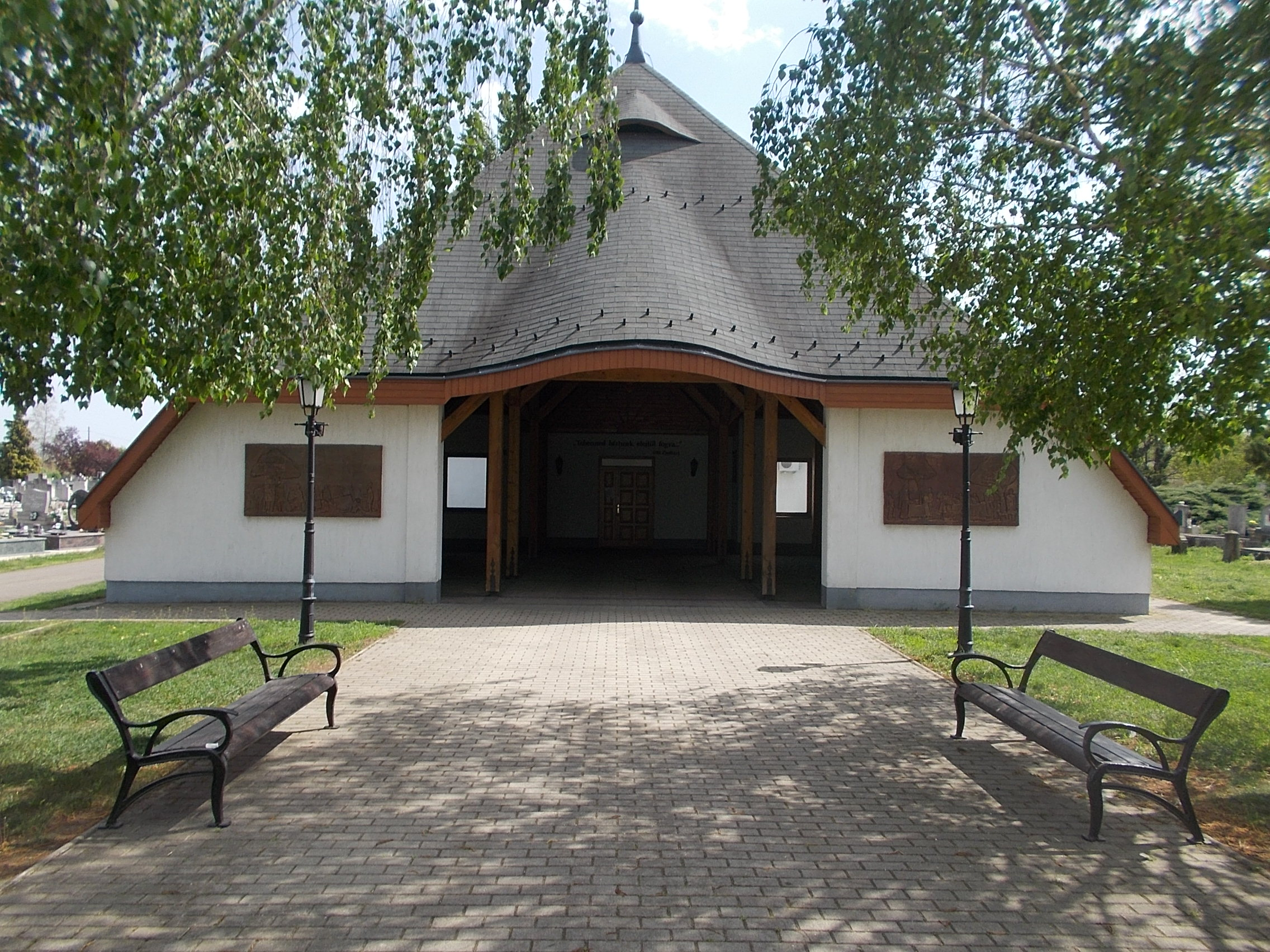
Ravatalozó, Heves
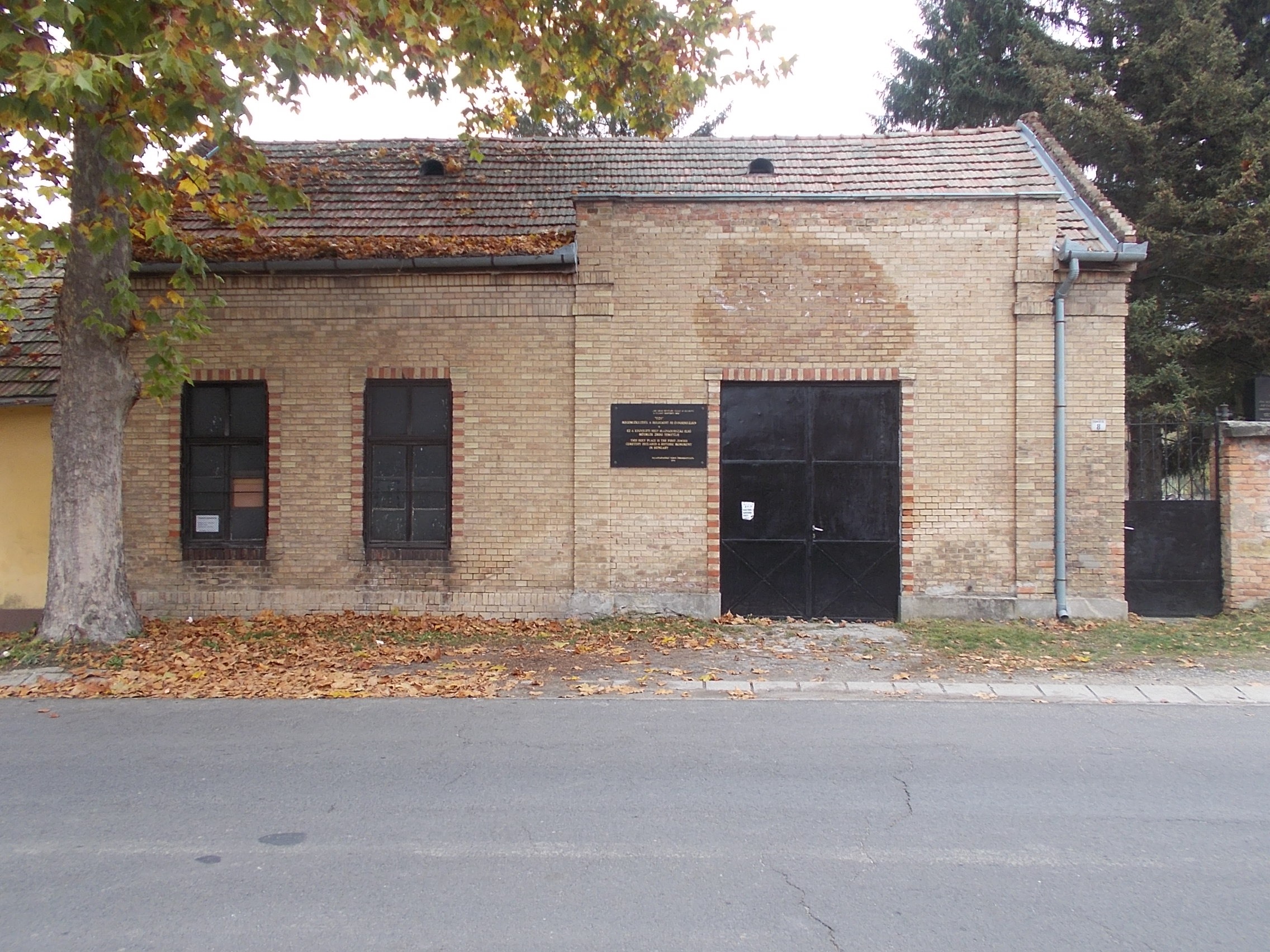
Ravatalozó, Balassagyarmat (zsidó temető)
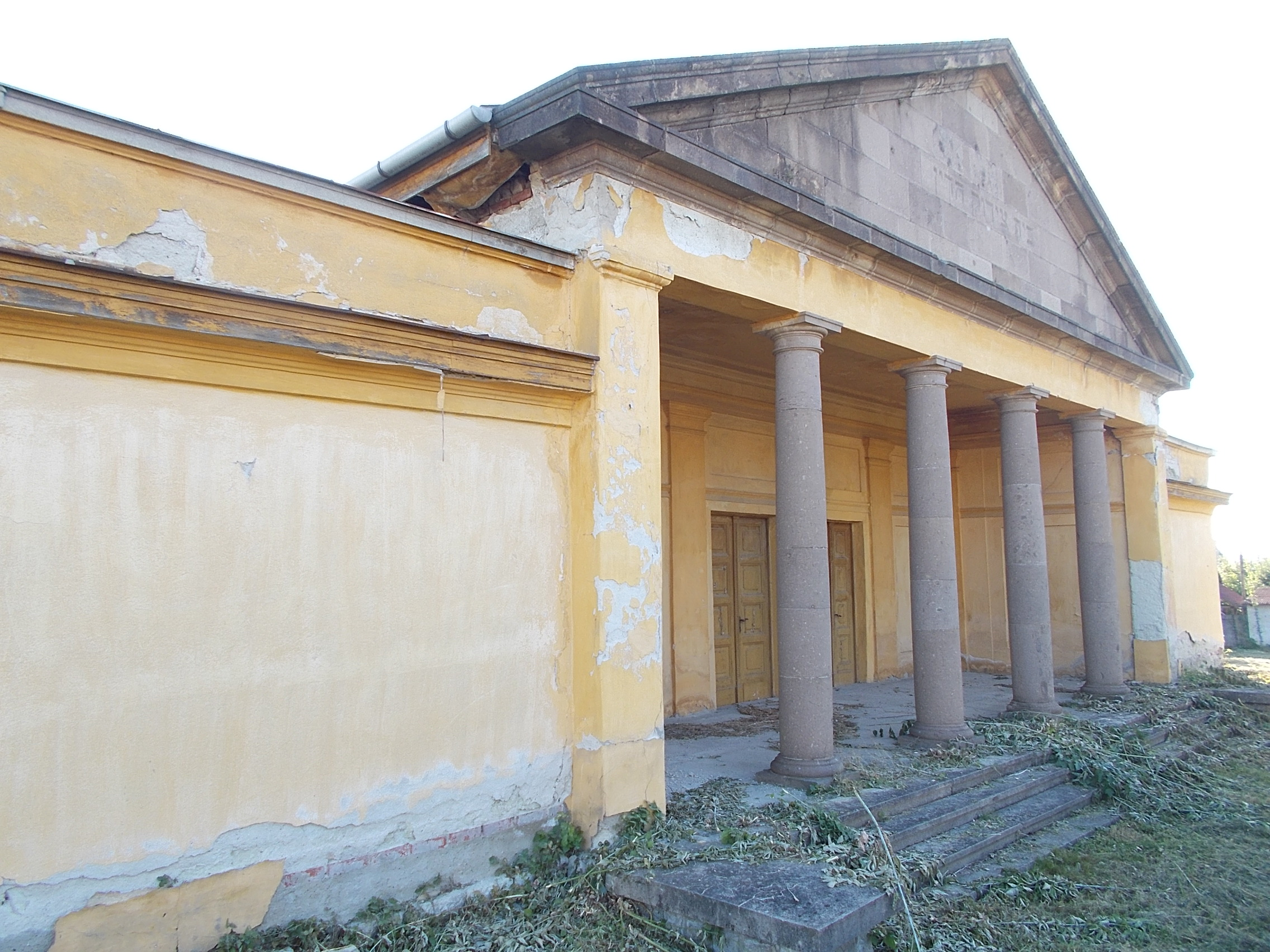
Ravatalozó, Eger (zsidó temető)

## Krematóriumok
Kétfunkciós épület, A debreceni köztemető ravatalozója és krematóriuma. Habár korábban Budapesten terveztek krematóriumot Székesfővárosi krematórium néven (1903 és 1915-ös pályázatok), mégis ez volt az első, valóban megépült ilyen létesítményt Magyarország területén. A Borsos József által tervezett épület 1931–1932-ben épült fel, de egyházi tiltakozások miatt csak 1951-ben helyezték üzembe.
A Debreceni krematóriumot követően hosszú ideig szintén nem építettek krematóriumot Magyarország területén. Csak 1968-ban épült fel végre Budapesten ez első ilyen létesítményt, Az Új köztemető krematóriuma. 1985-ben Szegeden, 1992-ben Siófokon és Ságváron, 1998-ban Szolnokon építettek krematóriumot. (Az 1990-es évektől Budapesten újabb krematóriumok épültek: Csömöri Hamvasztóüzem, Nagytétényi Krematórium.)

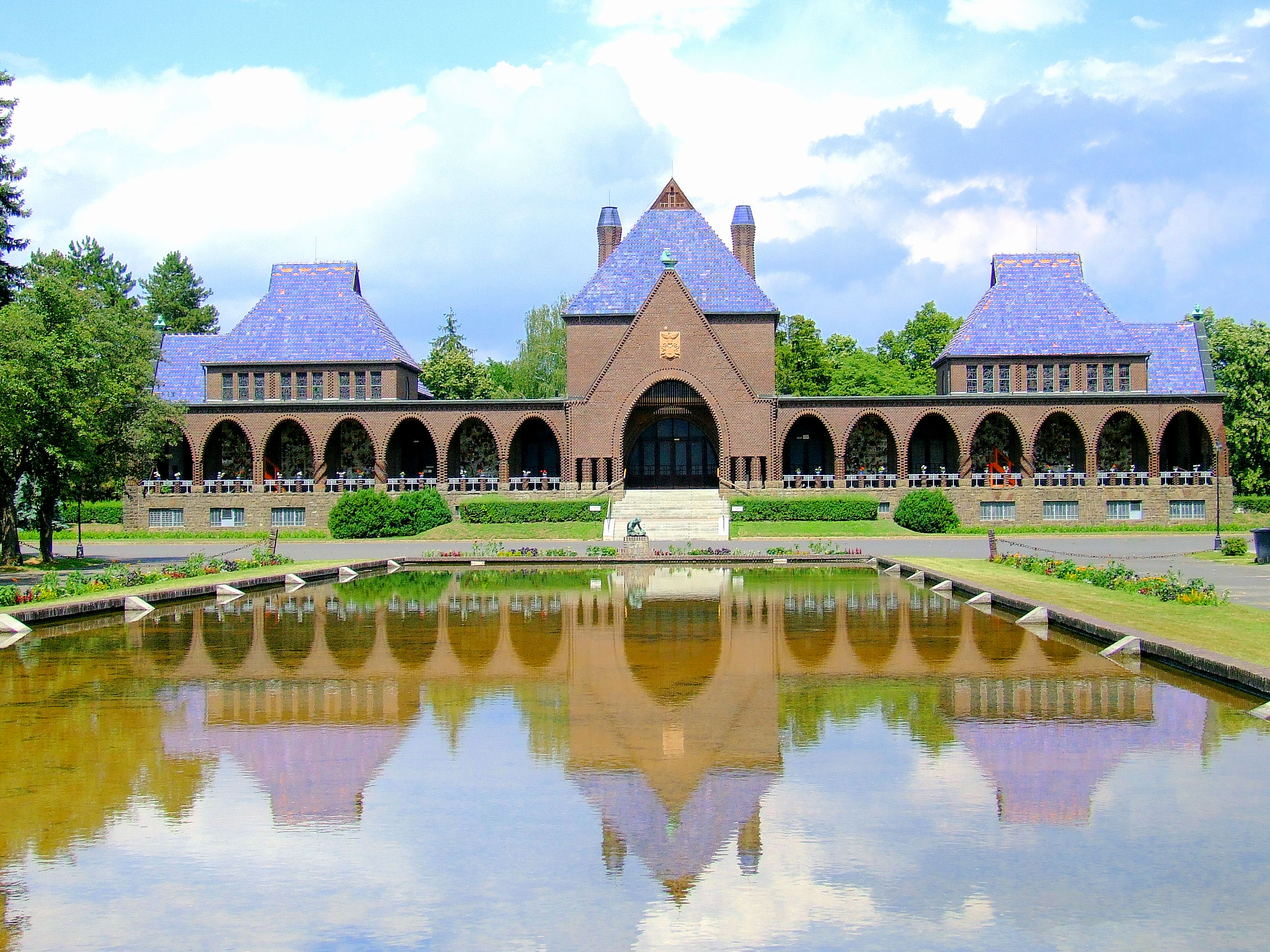
A debreceni köztemető ravatalozója és krematóriuma

## Mauzóleumok, sírkápolnák
A mauzóleumok a legnagyobb méretű funerális épületek, gyakran (de nem mindig) sírkápolnák is egyben. Vidéki városokban, néha falvakban vagy a szabad természetben is előfordulnak. Az alábbiakban csak néhány nagyobb mauzóleum és/vagy sírkápolna kerül megemlítésre.
- Alekszandra Pavlovna sírkápolnája (Üröm)
- Batthyány-Montenuovo Mauzóleum (Bóly)[12]
- Bierdermann-sírkápolna (Szentegát)[25]
- Ermel-Vojnits-mauzóleum (Bonyhád)[26]
- Kazinczy Emlékcsarnok (Sátoraljaújhely)
- Luppa-mauzóleum (Pomáz)[11]
- Schossberger-mauzóleum (Aszód)[27]
- Széchenyi-mauzóleum (Nagycenk)[12]
- Sztankovánszky-mauzóleum (Kajdacs)[28]
- Zsolnay-mauzóleum (Pécs)

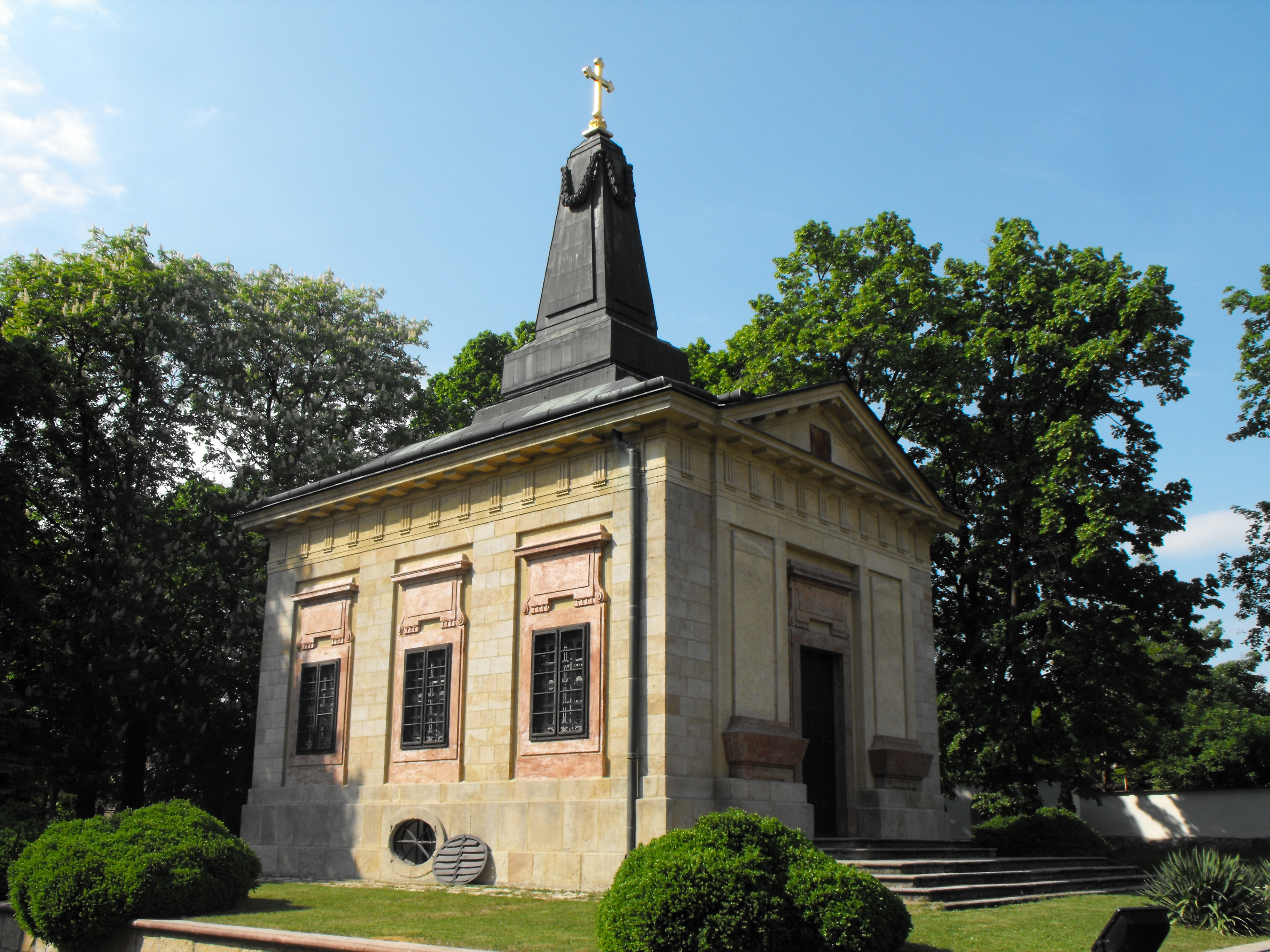
Alekszandra Pavlovna sírkápolnája
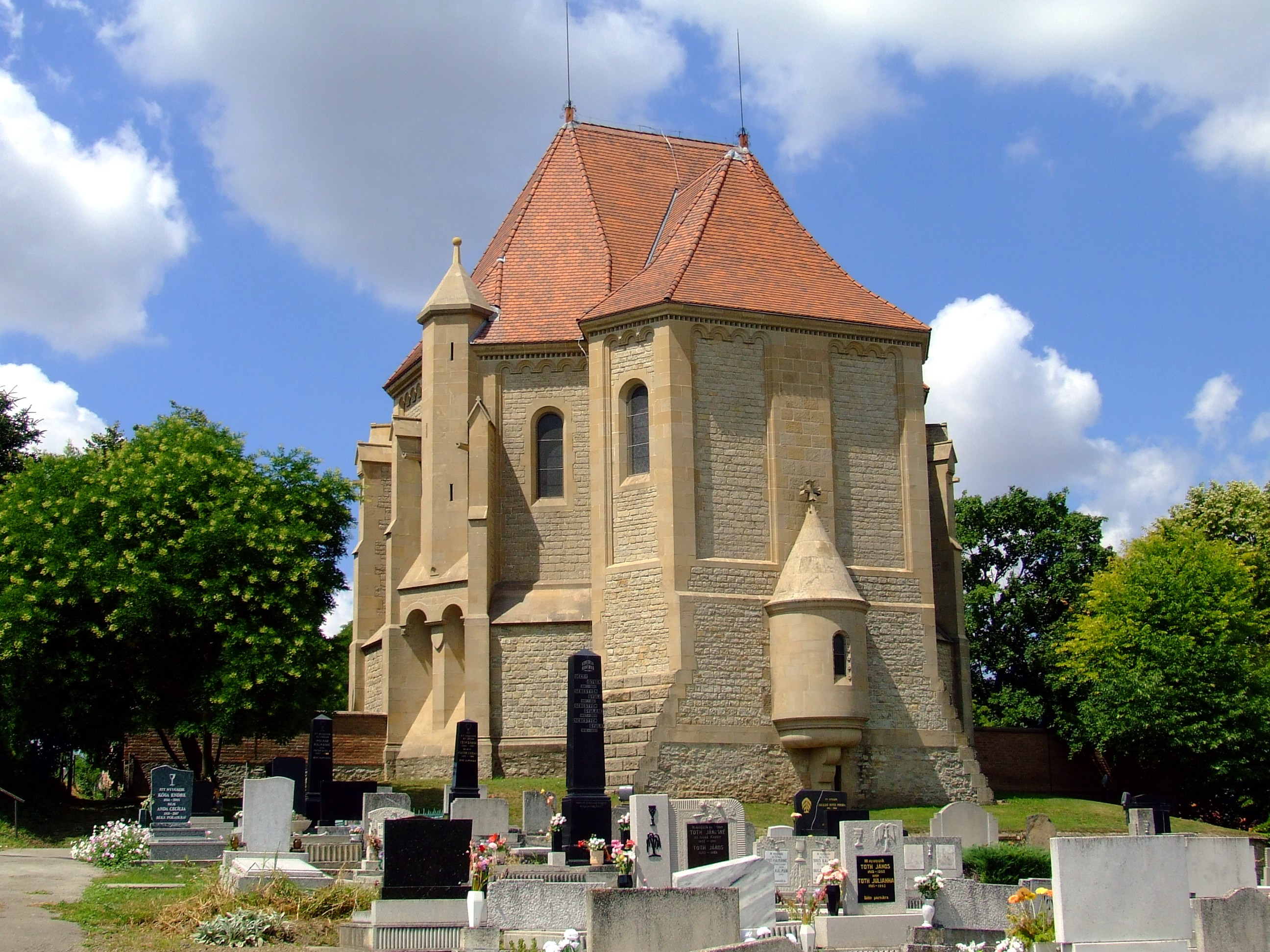
Batthyány-Montenuovo Mauzóleum
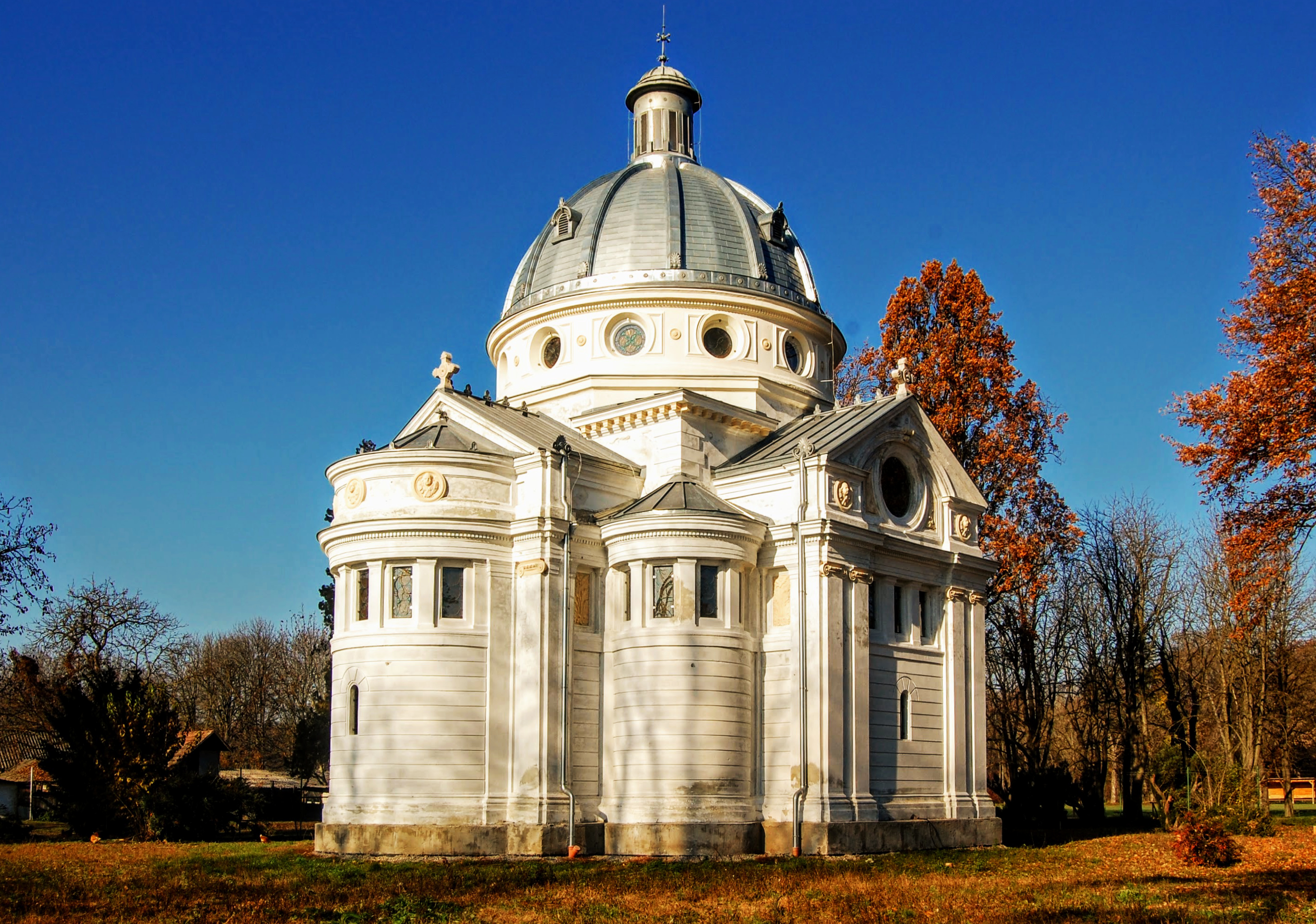
Bierdermann-sírkápolna, Szentegát
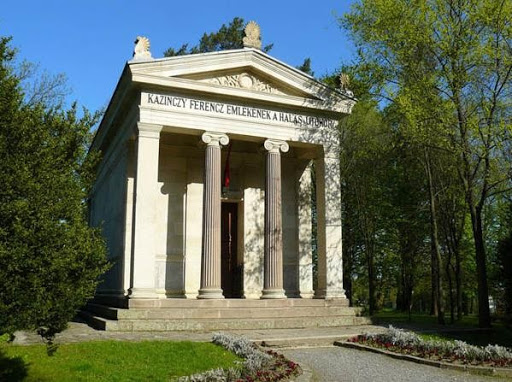
Kazinczy Emlékcsarnok
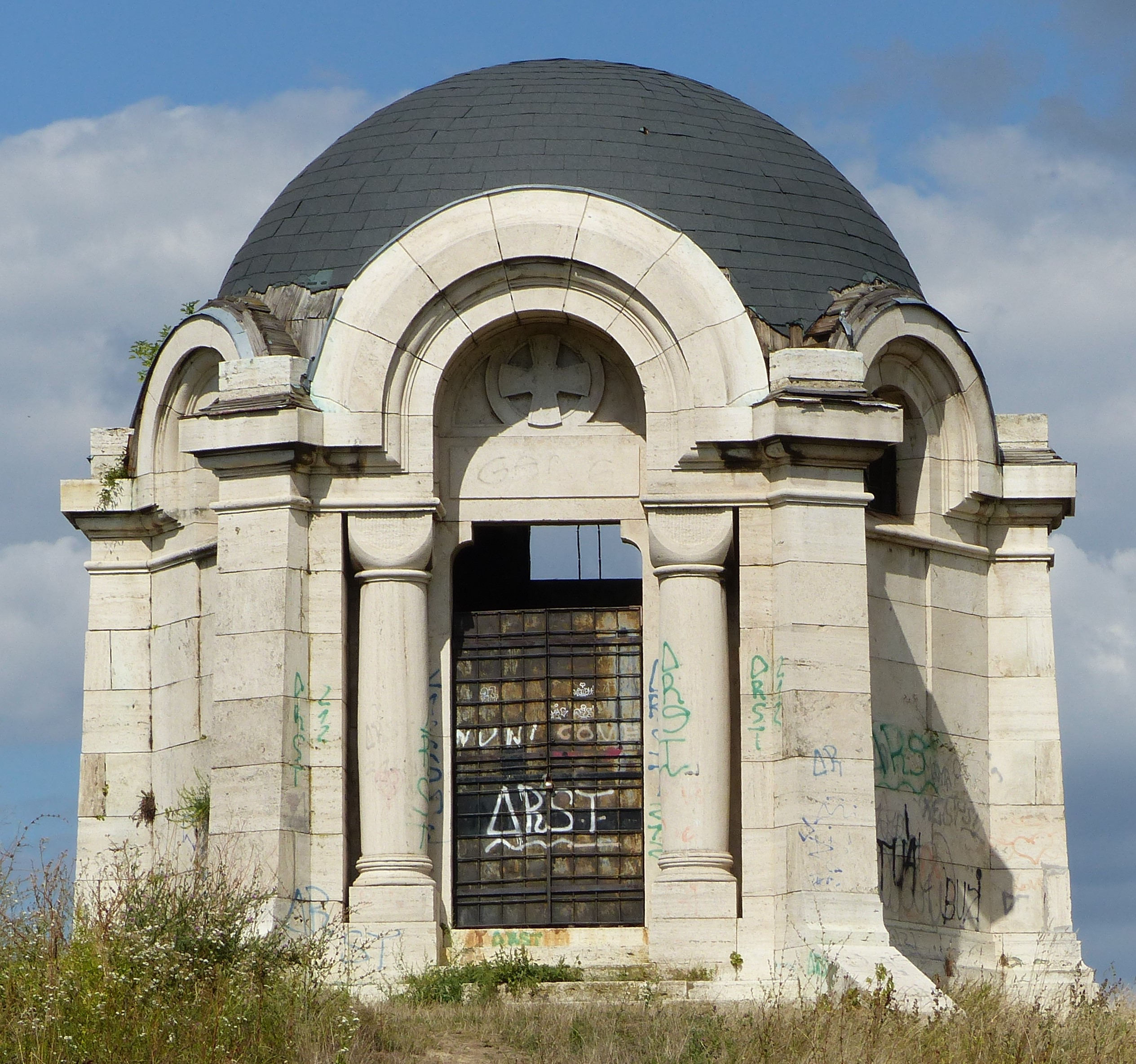
Luppa-mauzóleum
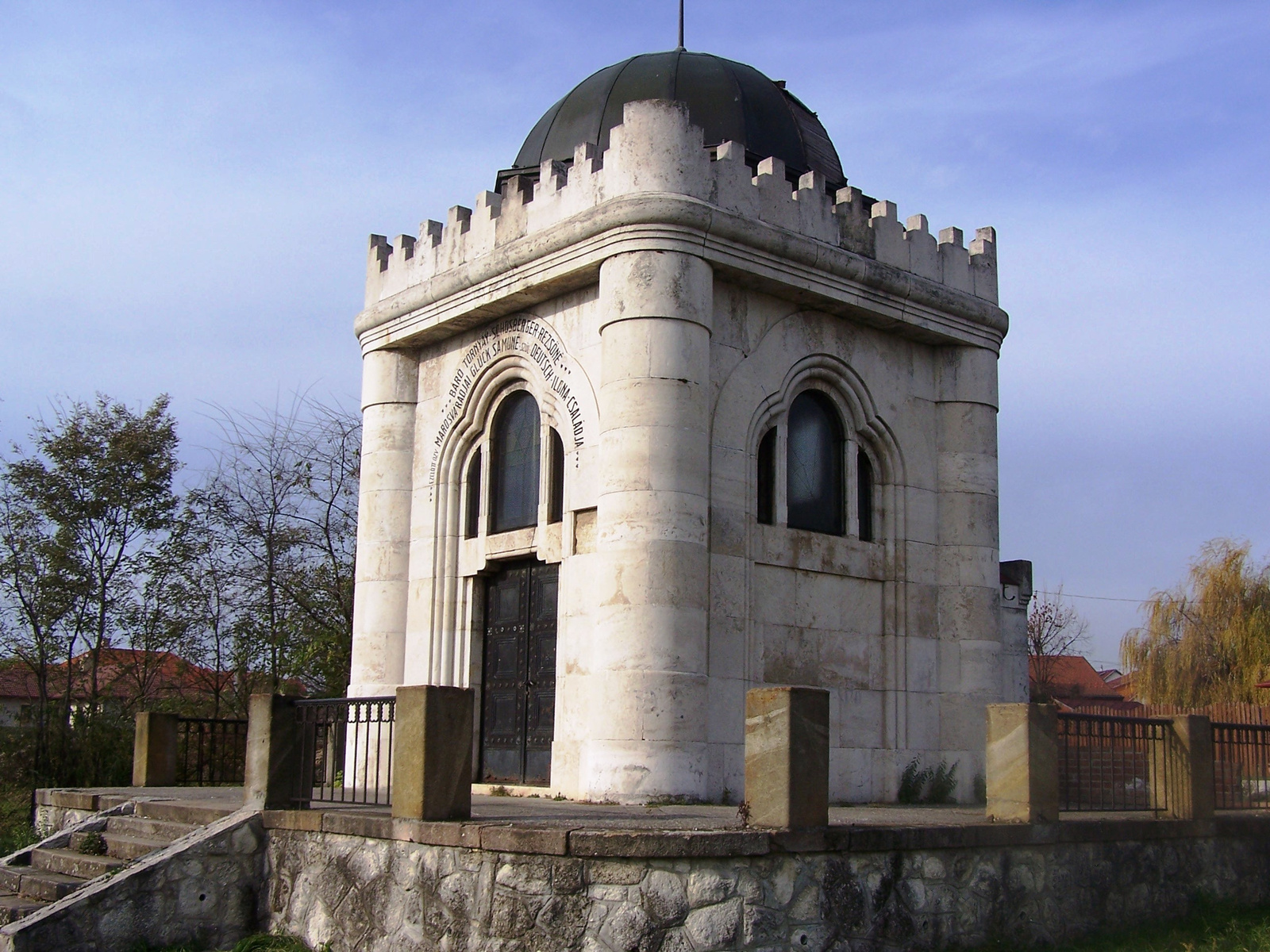
Schossberger-mauzóleum
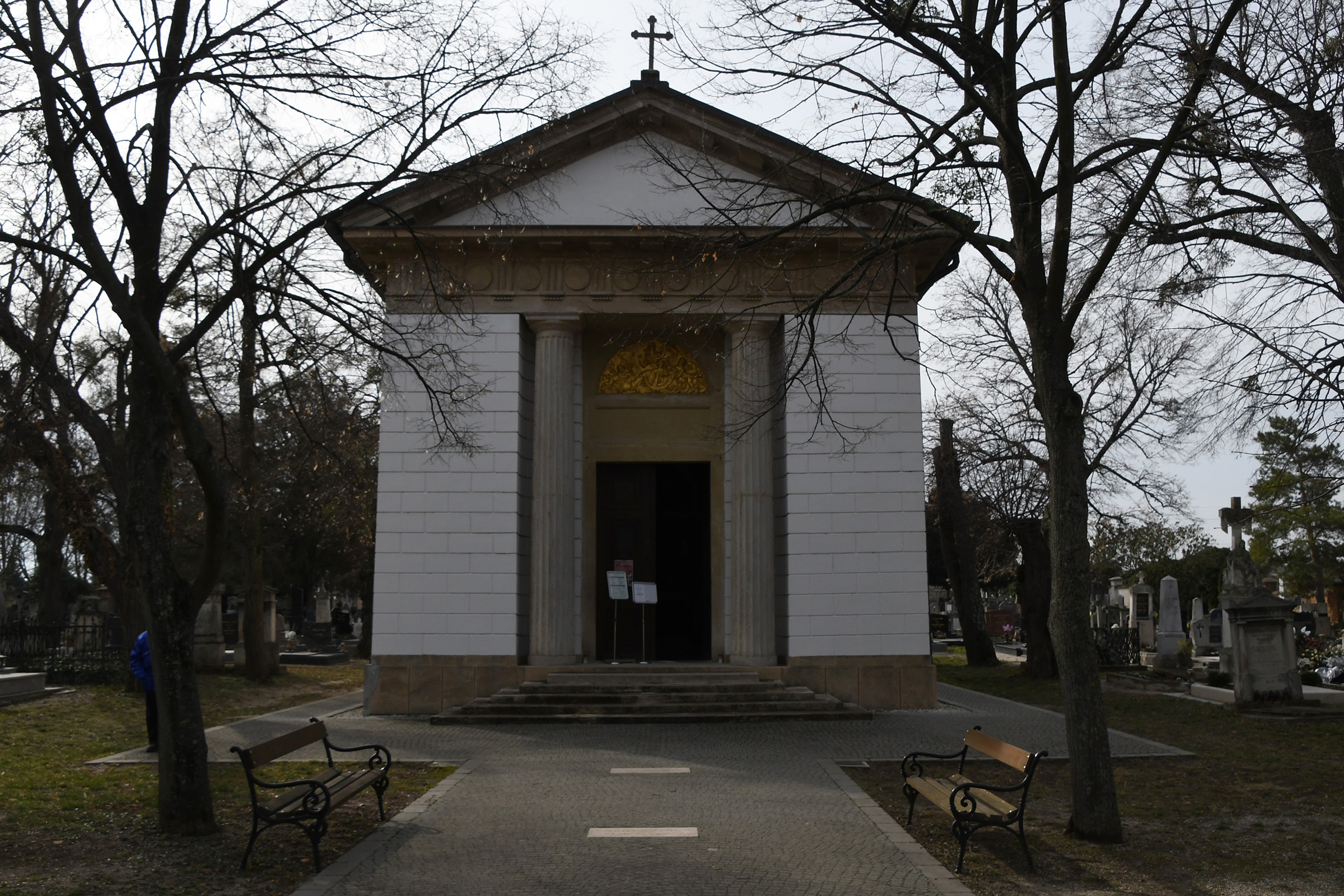
Széchenyi-mauzóleum
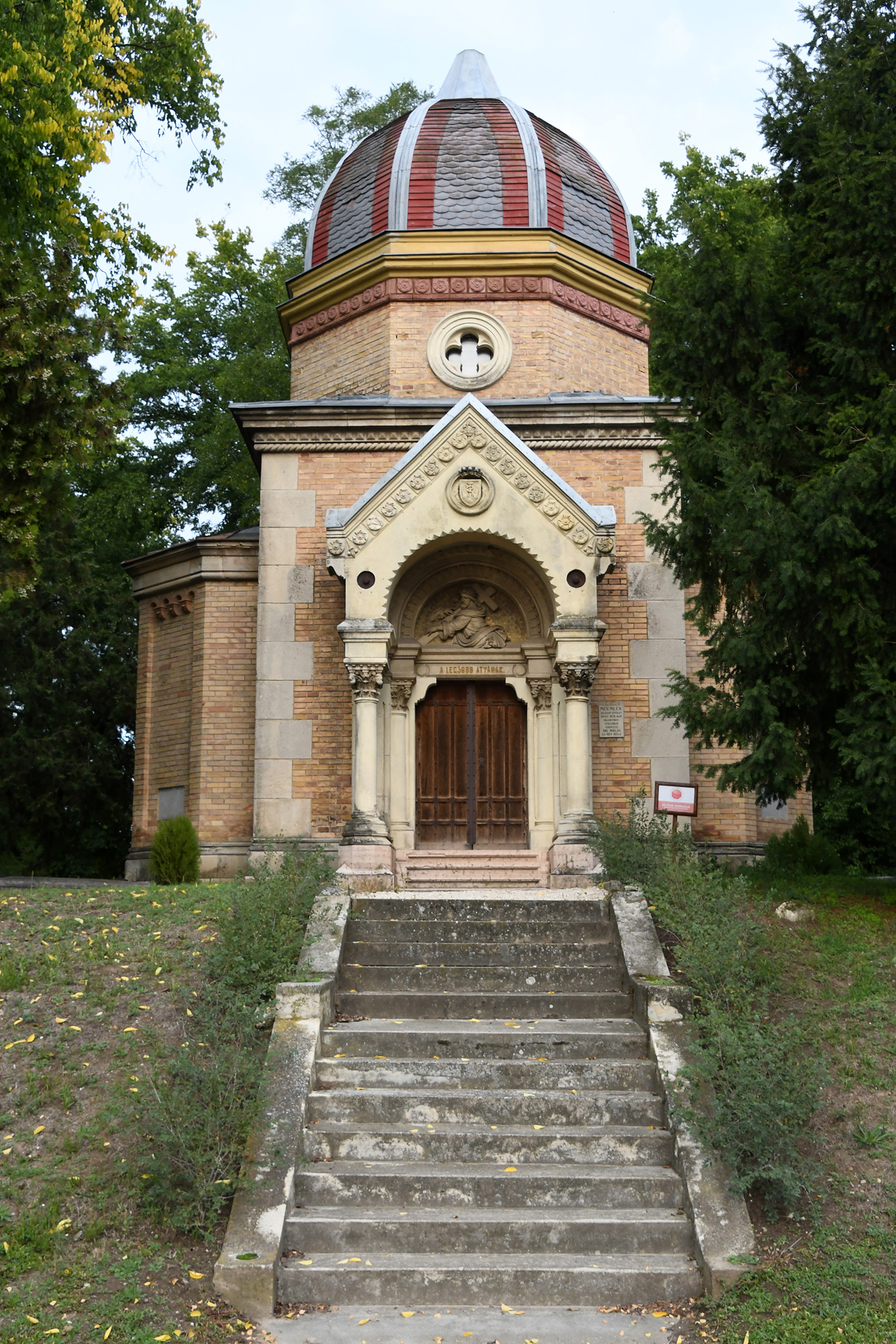
Sztankovánszky-mauzóleum
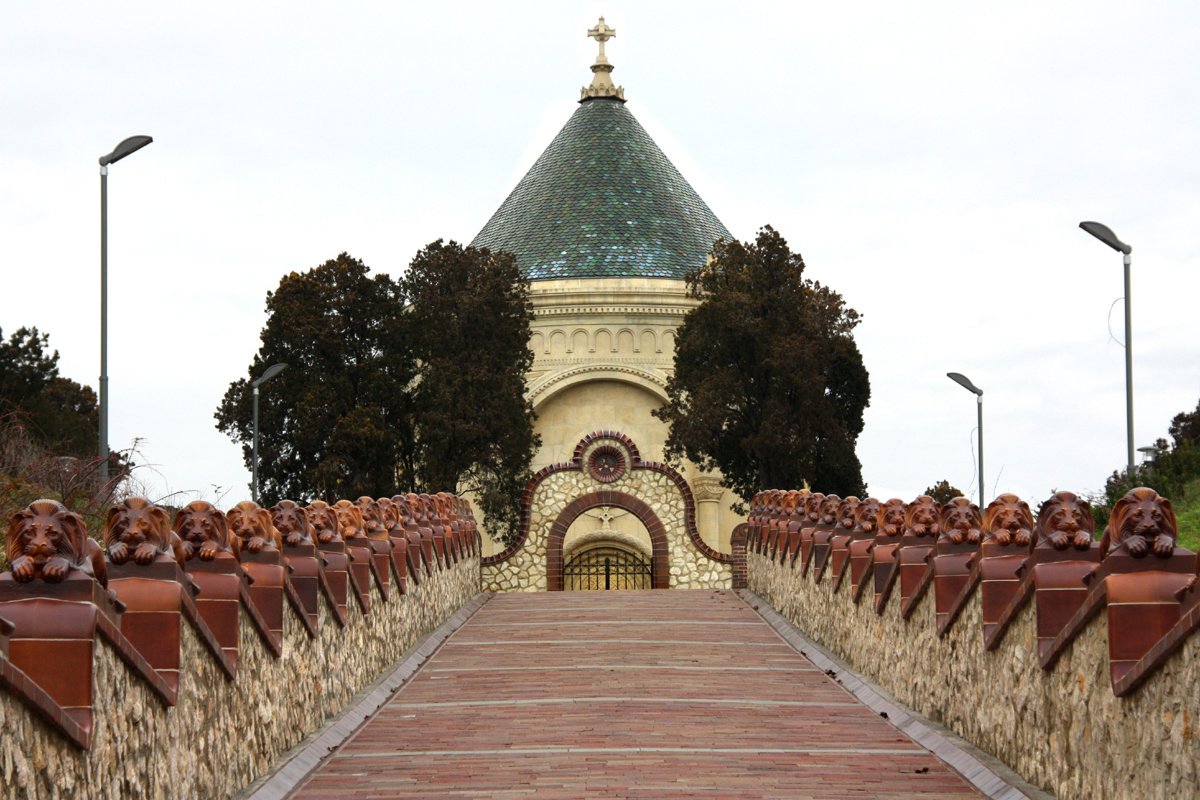
Zsolnay-mauzóleum
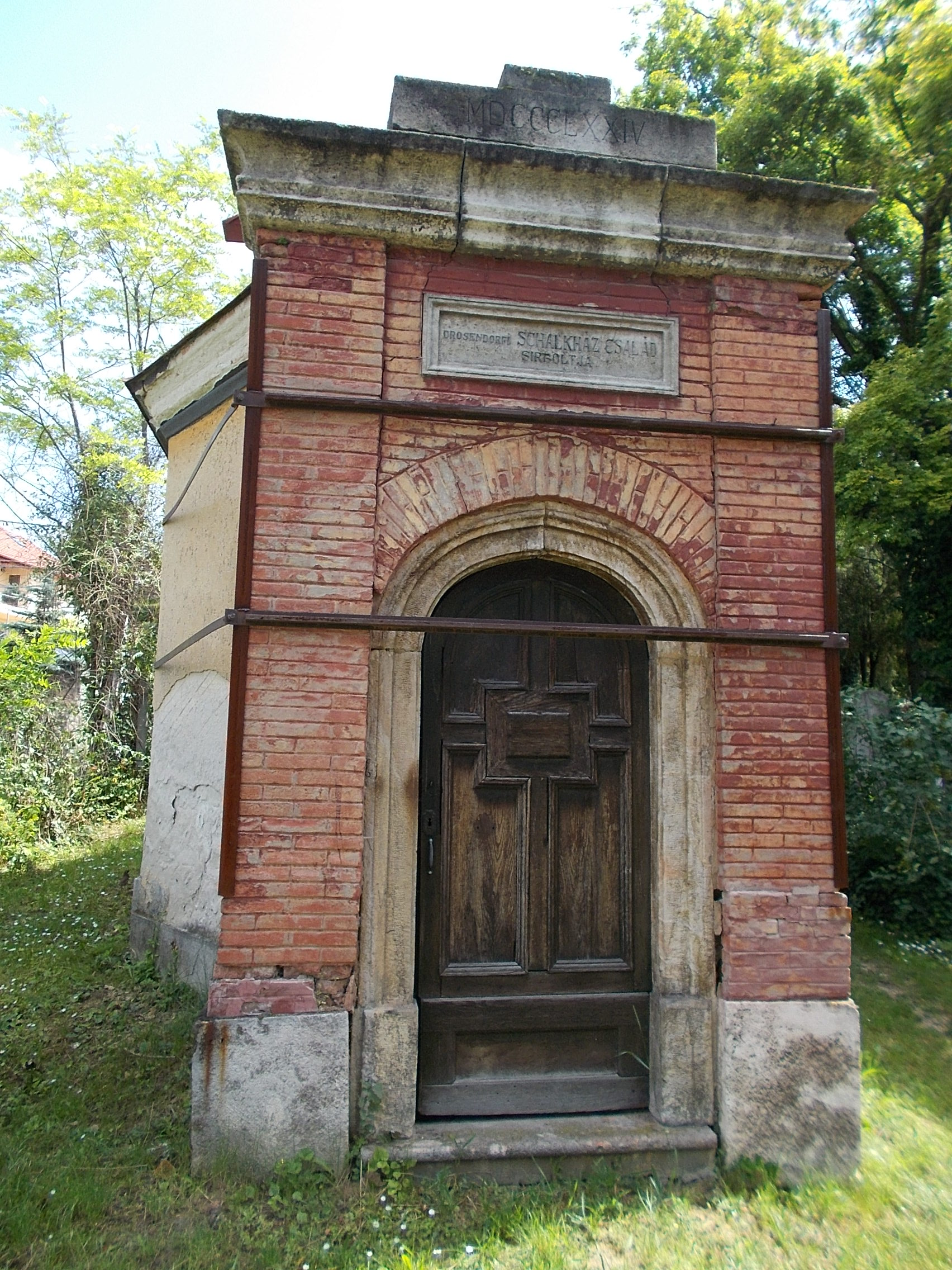
Schalkház-mauzóleum, Esztergom
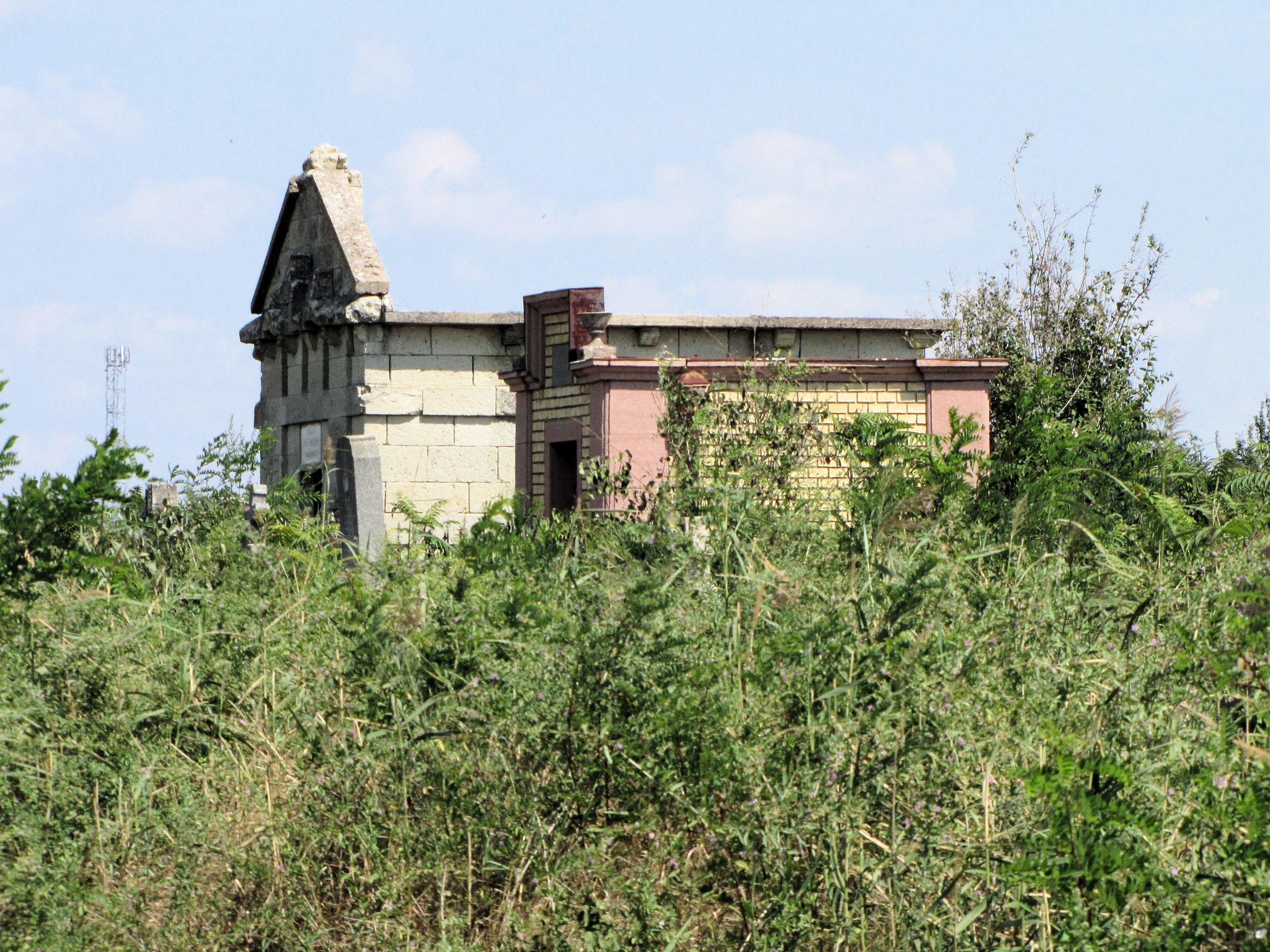
Romos mauzóleumok, Abádszalók
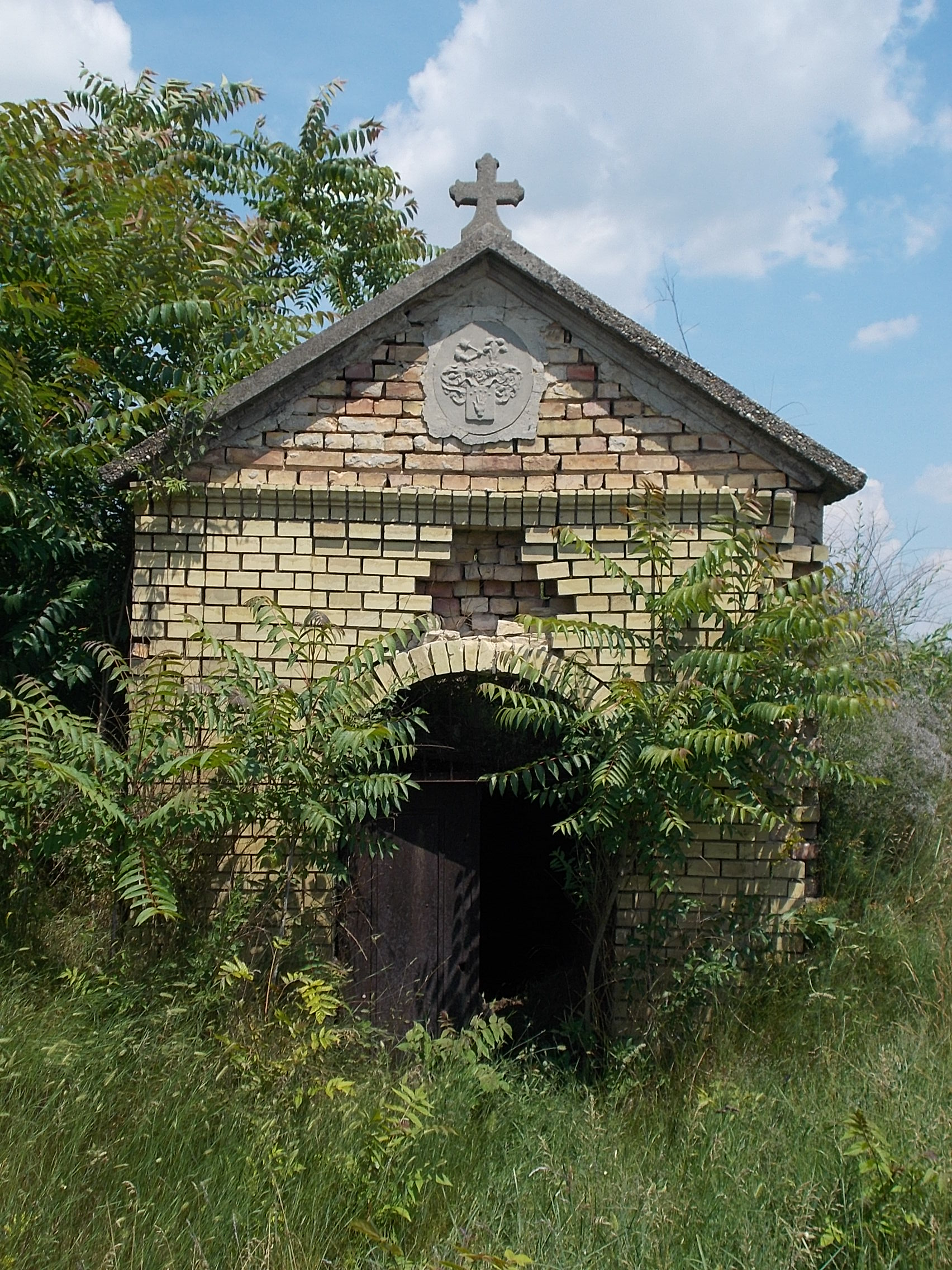
Romos mauzóleum, Gyömrő

## Egyéb épületek, építmények
A nagy csaták emlékművei bizonyos értelemben a funerális építészethez köthetők. Magyarország példa lehet rá Muhia csata emlékműve, és a Mohácsi csata emlékhelye, ahol bemutatóterem is létesült.
Régi funerális építmények a kunhalmok, amelyek belsejükben a magyar honfoglalás (9. század) előtti időkből származó sírokat rejtenek. Léteznek ugyanakkor határvédő kunhalmok is. Kisebb halomsírokat találni az ország más területén is.
Előfordult az is, hogy kálvária, nagy méretű temetőkereszt épült egy temetőben.

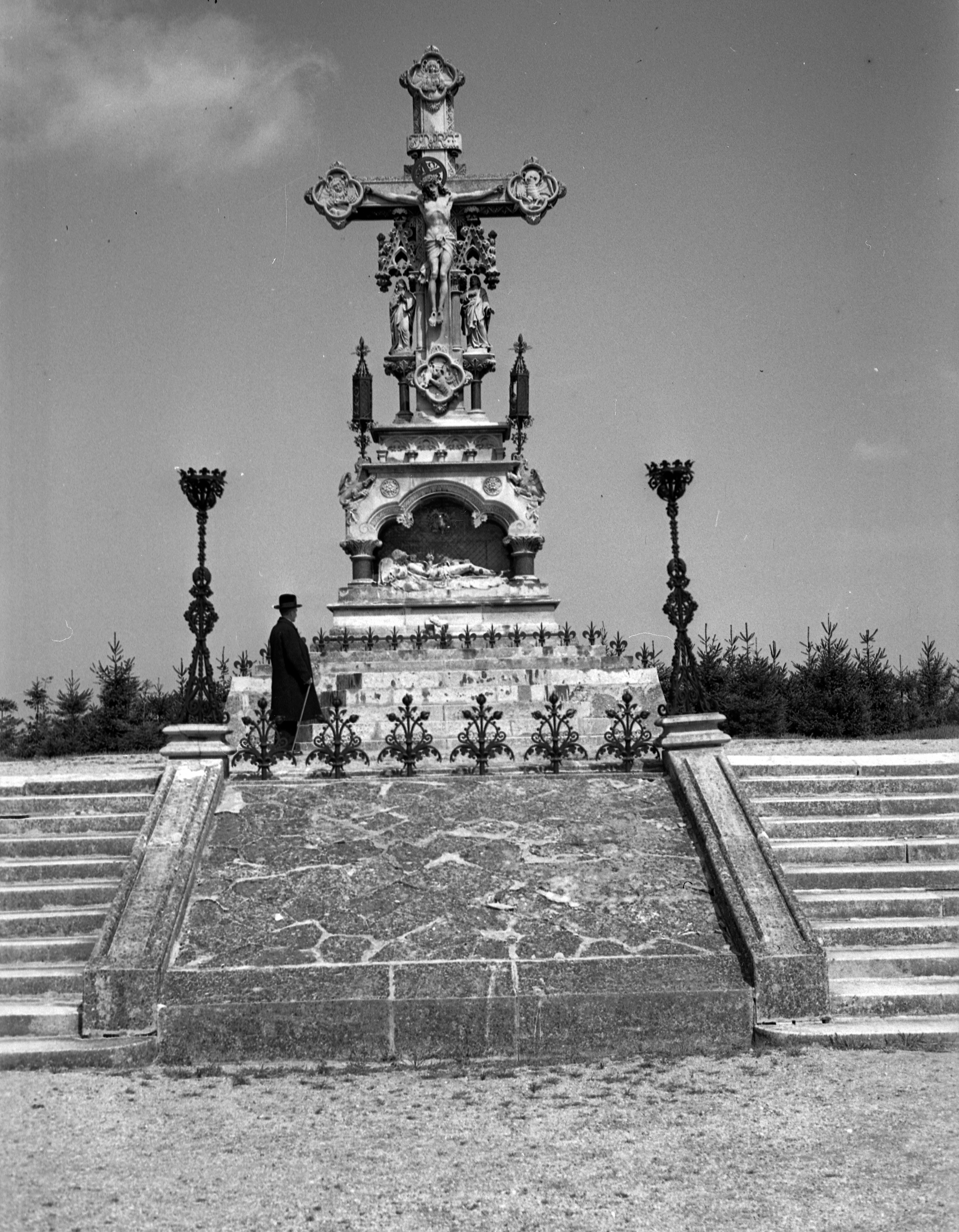
Kálvária kereszt, Sopron
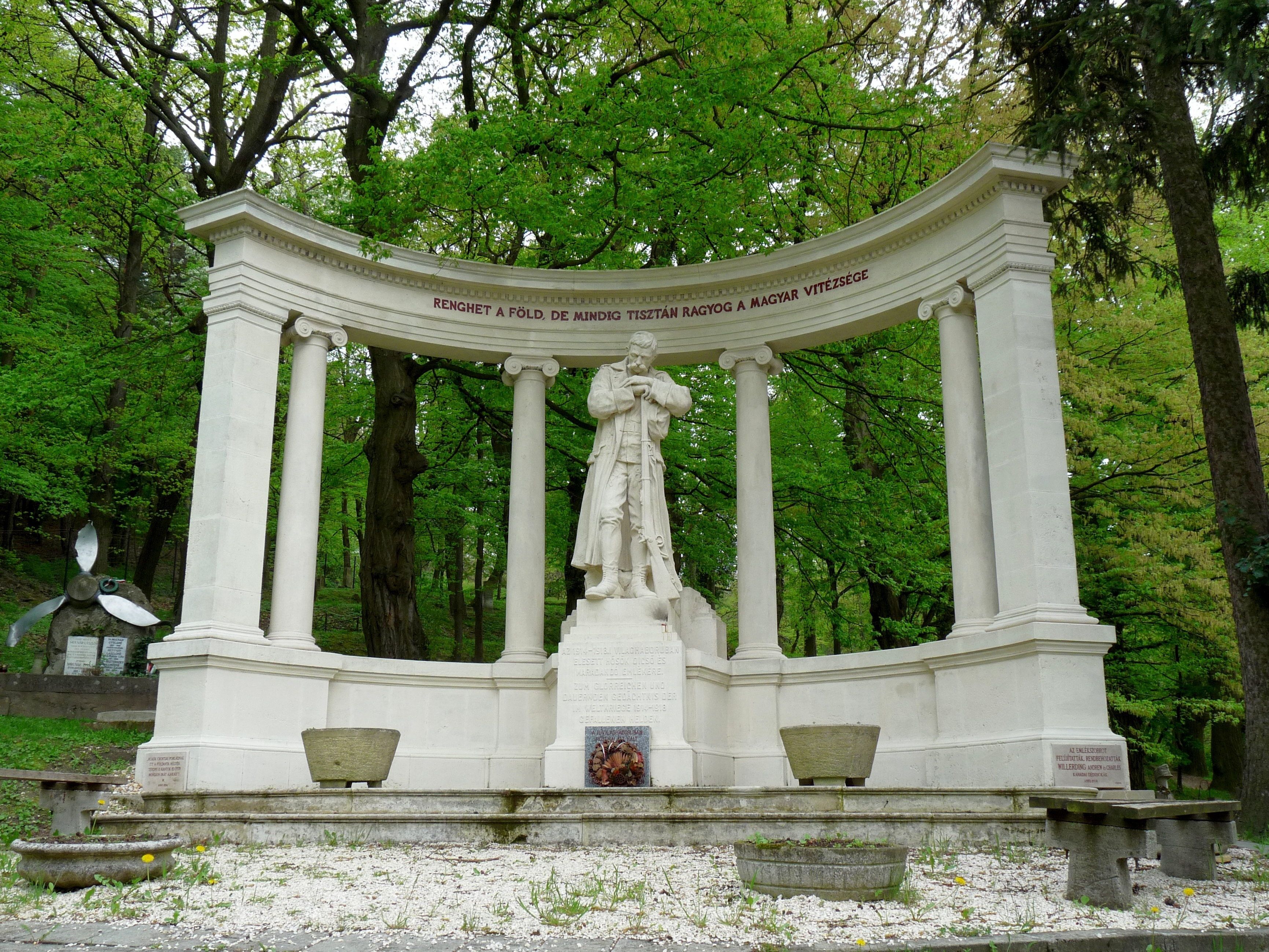
Első világháború emlékmű, Sopronbánfalva
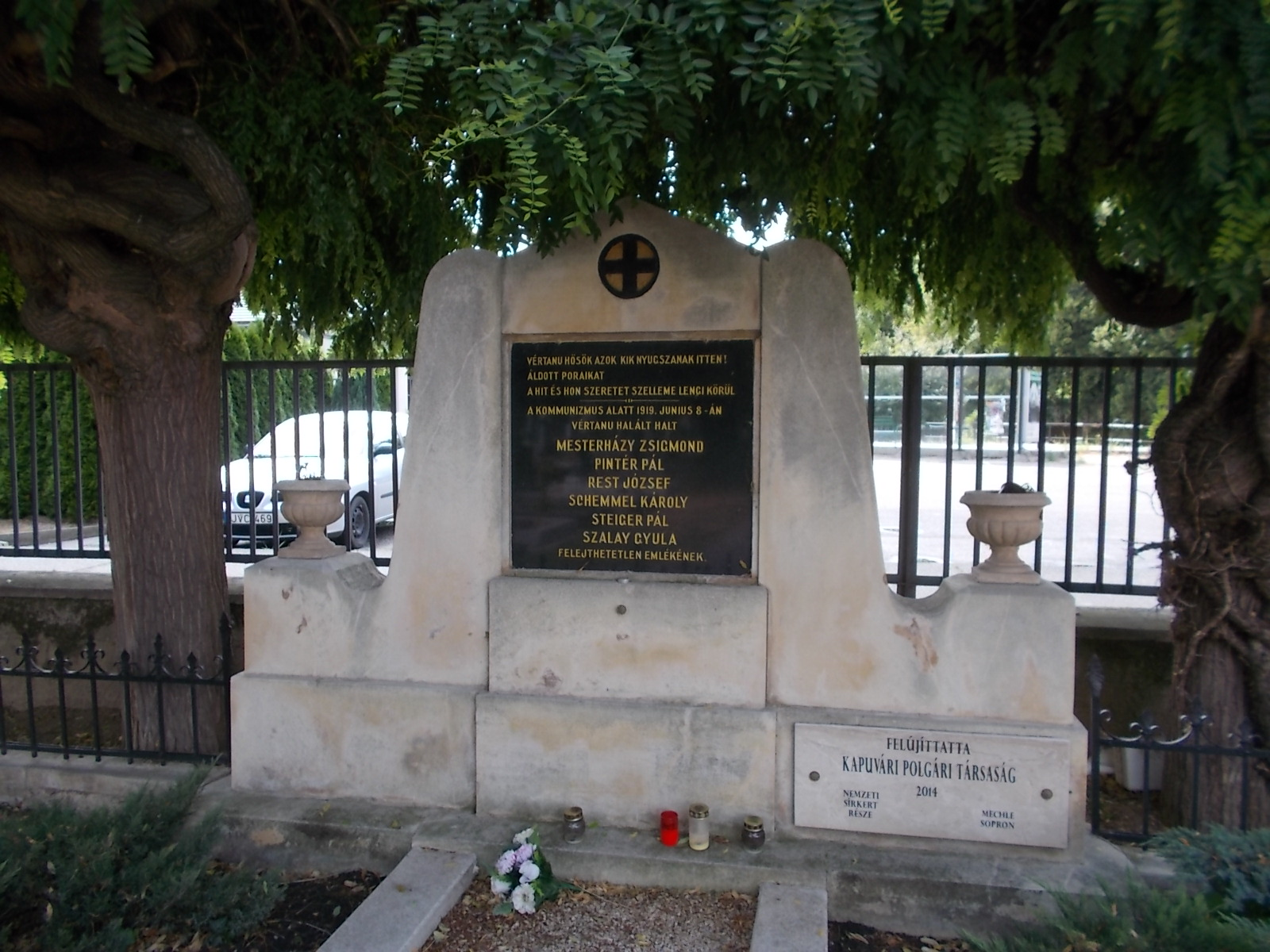
Az 1919-es vörösterror áldozatainak emlékműve, Kapuvár
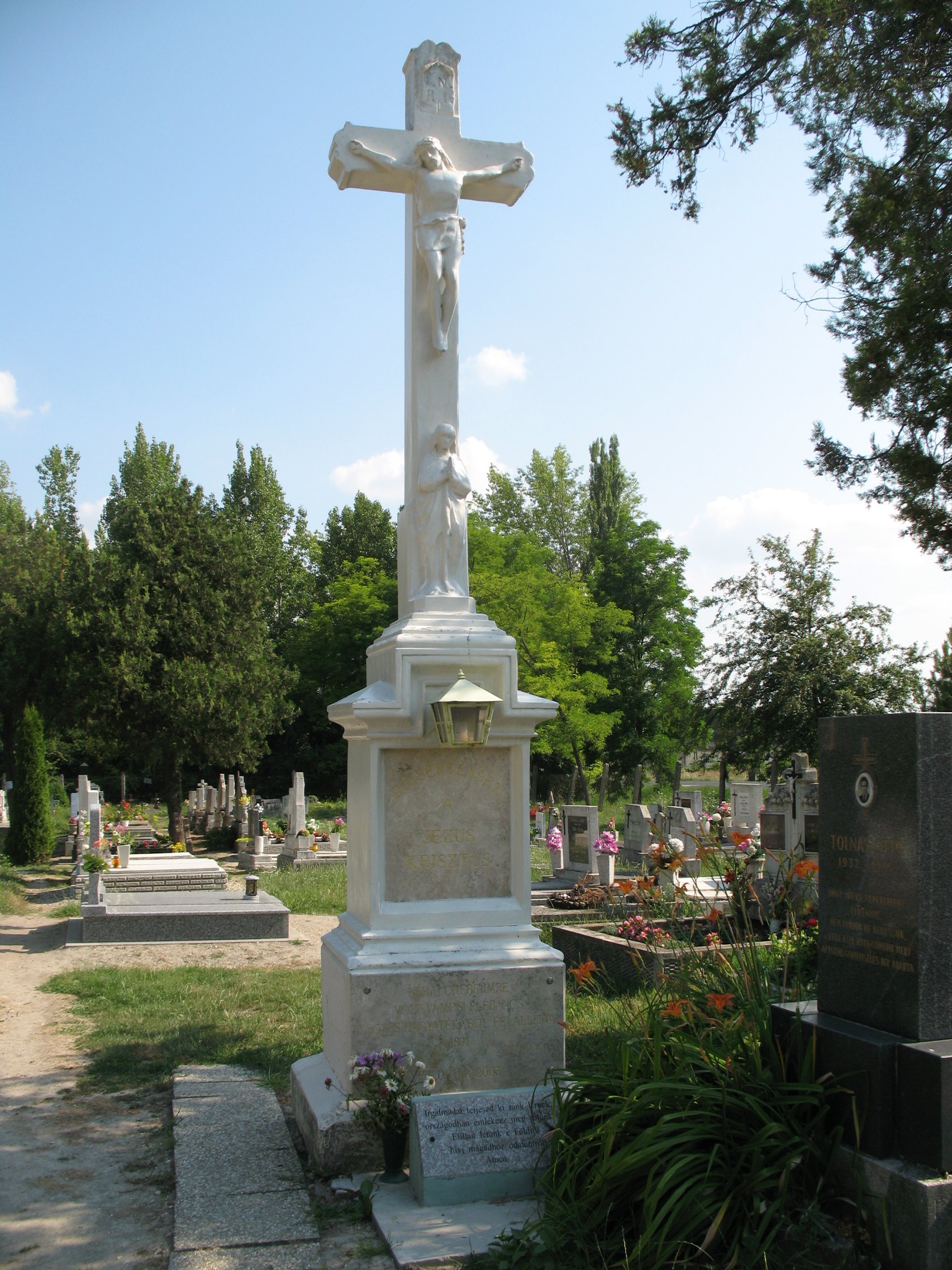
Vámosszabadi temetőkereszt, Vámosszabadi
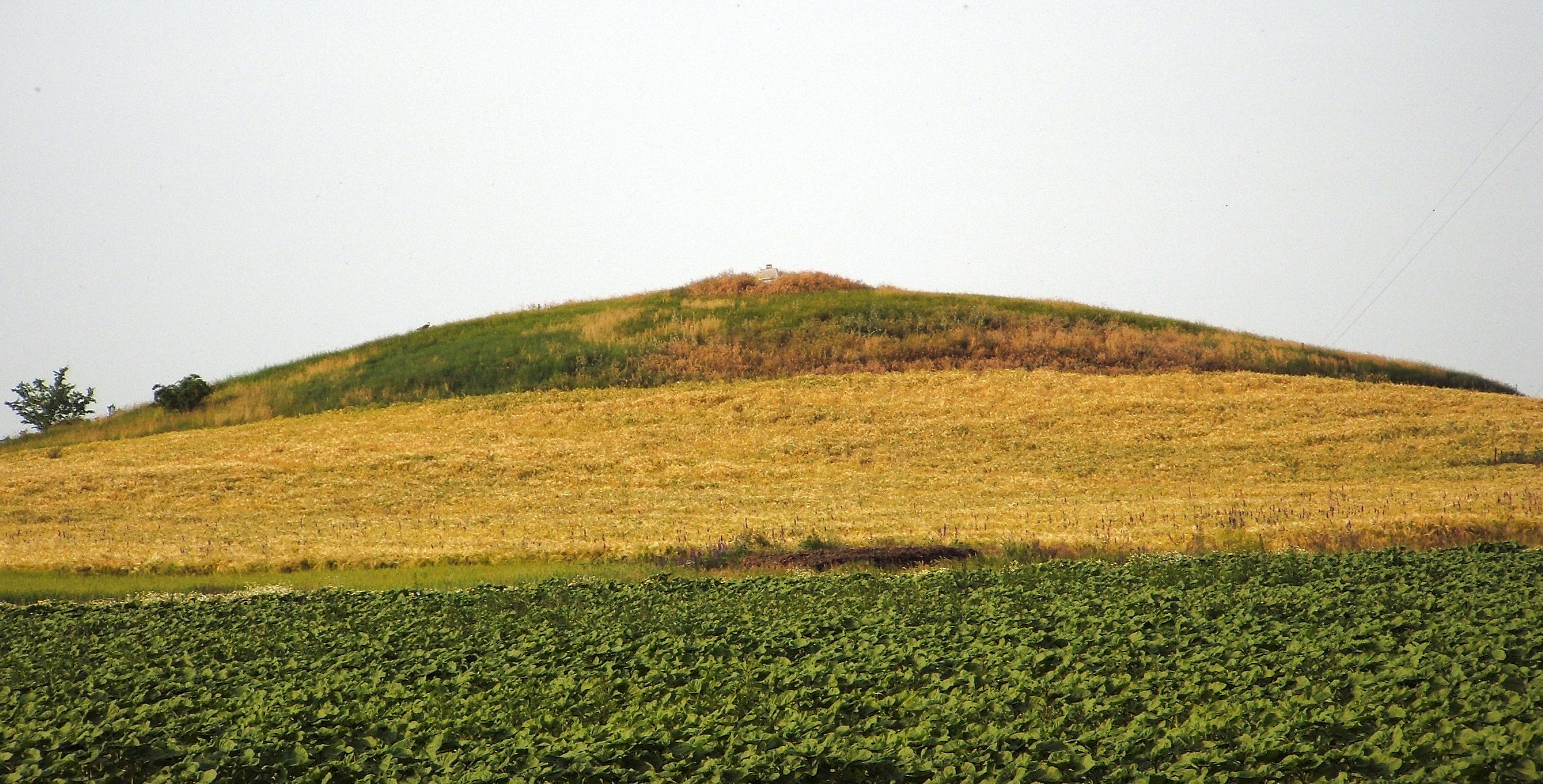
Sáp-halom, Szentes
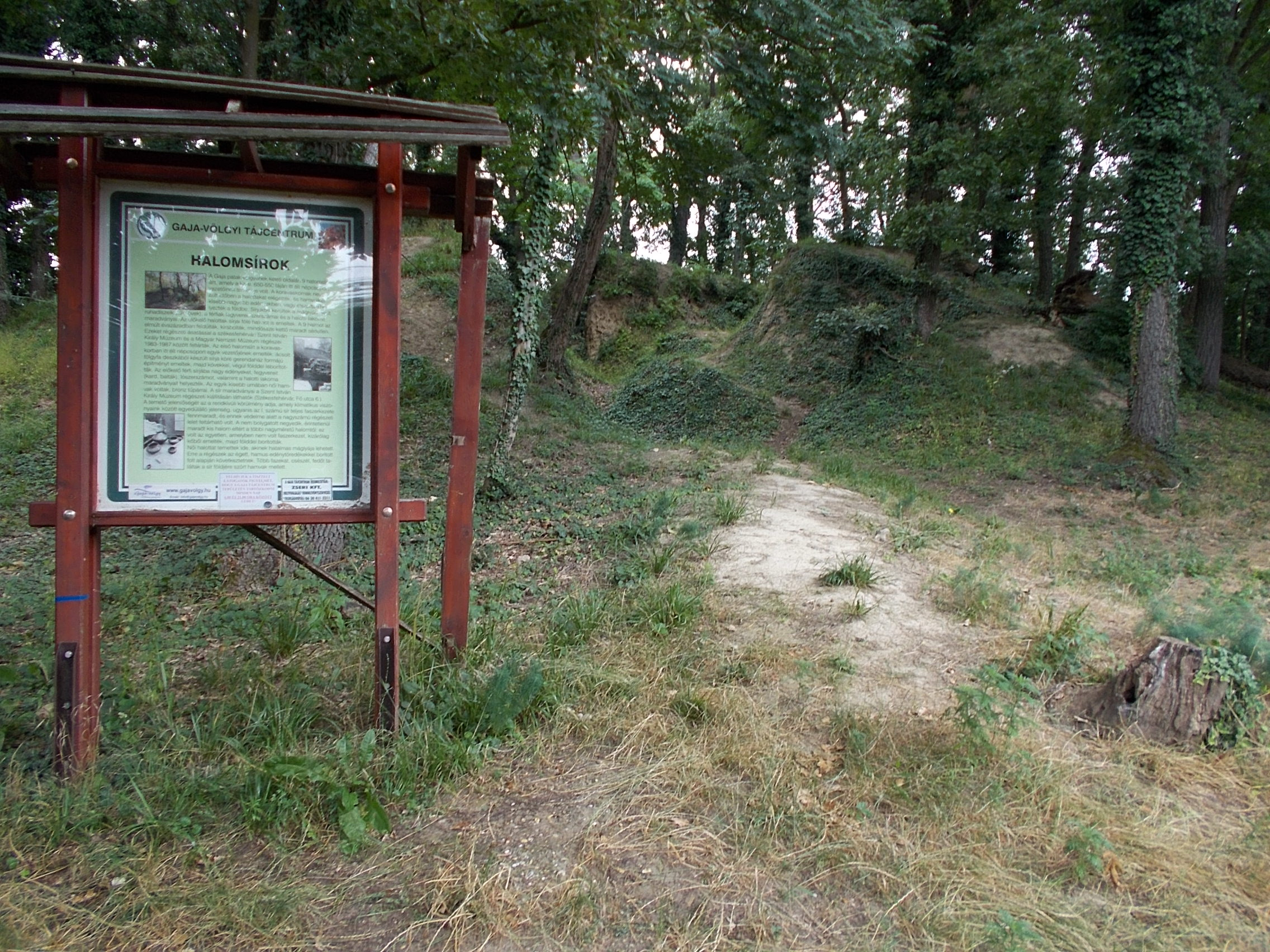
Halomsírok, Gajavölgy
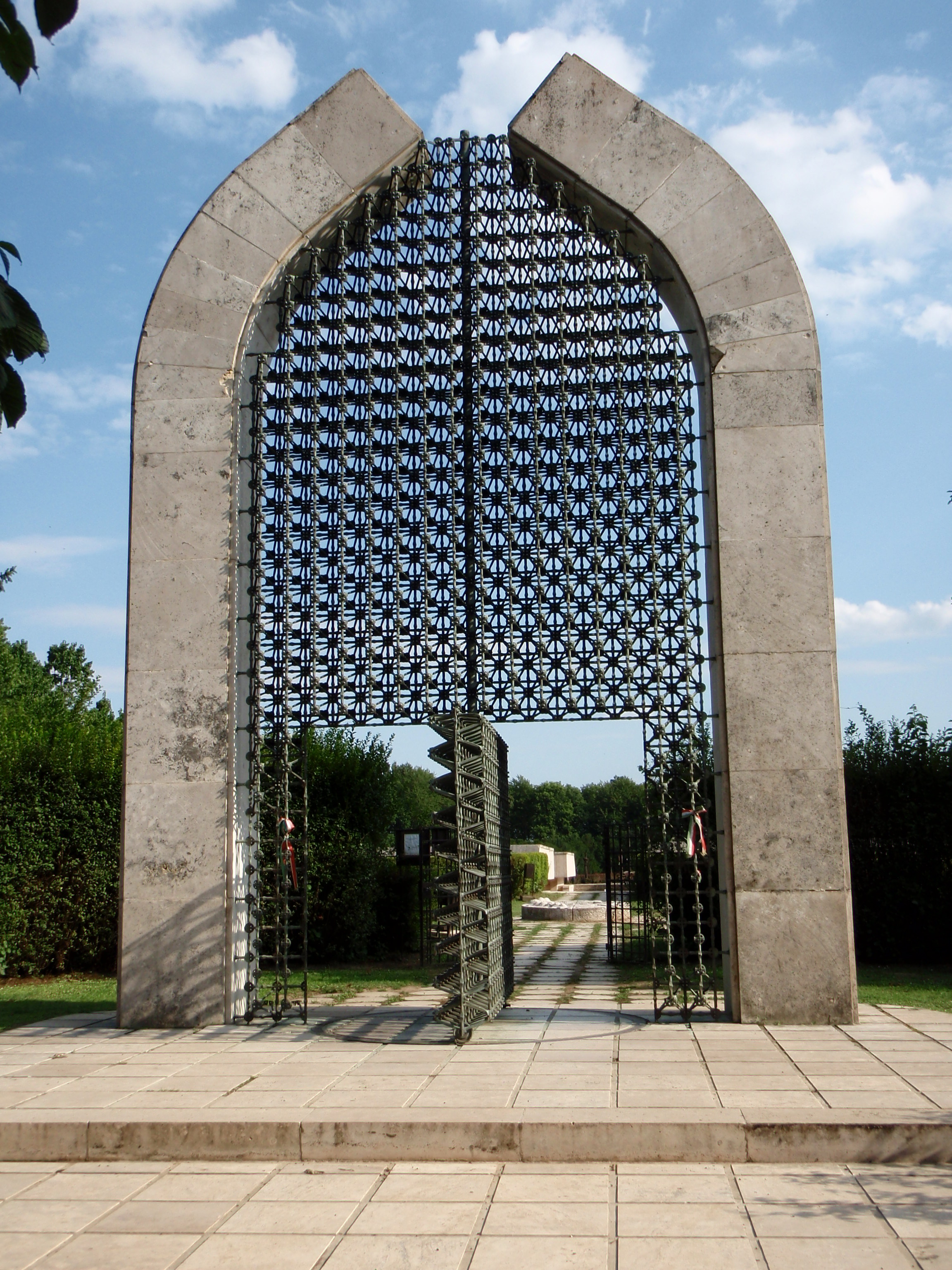
Mohács csata emlékműve, Mohács

## További irodalom
- (szerk.) Rozsnyai József: Építőművészek Ybl és Lechner korában, Terc Kereskedelmi és Szolgáltató Kft., Budapest, 2015, ISBN 978-615-5445-12-5
- (szerk.) Rozsnyai József: Építőművészek a historizmustól a modernizmusig, Terc Kereskedelmi és Szolgáltató Kft., Budapest, 2018, ISBN 978-615-5445-52-1
- Gerle János – Kovács Attila – Makovecz Imre: A századforduló magyar építészete. Szépirodalmi Könyvkiadó, Budapest, 1990, ISBN 963-15-4278-5

## További elektronikus hivatkozások
- https://kapolnak.hu/